# Лужноземельні метали
| H  |    |    |    |    |    |    |    |    |    |    |    |     |    |     |     |     | He  |  |
| Li | Be |    |    |    |    |    |    |    |    |    |    | B   | C  | N   | O   | F   | Ne  |  |
| Na | Mg |    |    |    |    |    |    |    |    |    |    | Al  | Si | P   | S   | Cl  | Ar  |  |
| K  | Ca | Sc | Ti | V  | Cr | Mn | Fe | Co | Ni | Cu | Zn | Ga  | Ge | As  | Se  | Br  | Kr  |  |
| Rb | Sr | Y  | Zr | Nb | Mo | Tc | Ru | Rh | Pd | Ag | Cd | In  | Sn | Sb  | Te  | I   | Xe  |  |
| Cs | Ba | *  | Hf | Ta | W  | Re | Os | Ir | Pt | Au | Hg | Tl  | Pb | Bi  | Po  | At  | Rn  |  |
| Fr | Ra | ** | Rf | Db | Sg | Bh | Hs | Mt | Ds | Rg | Cn | Uut | Fl | Uup | Uuh | Uus | Uuo |  |
| -- | -- | -- | -- | -- | -- | -- | -- | -- | -- | -- | -- | --- | -- | --- | --- | --- | --- |  |
|    |    |    |    |    |    |    |    |    |    |    |    |     |    |     |     |     |     |  |
|    |    | *  | La | Ce | Pr | Nd | Pm | Sm | Eu | Gd | Tb | Dy  | Ho | Er  | Tm  | Yb  | Lu  |  |
|    |    | ** | Ac | Th | Pa | U  | Np | Pu | Am | Cm | Bk | Cf  | Es | Fm  | Md  | No  | Lr  |  |

| Група 2 періодичної таблиці (Лужноземельні метали) |

Лу́жноземе́льні мета́ли — елементи головної підгрупи другої групи періодичної системи хімічних елементів. До них належать хімічні елементи: Берилій, Магній, Кальцій, Стронцій, Барій та Радій.
За класифікацією IUPAC вони належать до II А групи Періодичної системи хімічних елементів.

## Загальний опис
Елементи другої групи головної підгрупи періодичної системи елементів називають лужноземельними металами через лужні властивості їх гідроксидів. Оксиди цих металів тугоплавкі і подібні до оксидів алюмінію і важких металів. Ці метали є пластичними, але значно твердішими за лужні метали. Також є менш легкоплавними.
Вони складають ряд із 6 елементів другої групи періодичної таблиці. Сильні відновники, легко віддають електрони. Свою назву ця група металів отримала через їхні оксиди — «землі» (за термінологією алхіміків), які дають у воді лужну реакцію. Солі цих металів широко розповсюджені у природі, найчастіше трапляються як мінерали. Сполуки HlgMR та MR2, серед яких магнійорганічні сполуки, широко використовуються в органічному синтезі. Ці метали менш реактивні, ніж лужні, проте в природі у вільному стані не зустрічаються. Вони крихкі, проте ковкі і штампуються. Добре проводять електричний струм, при нагріванні горять на повітрі.
Колір лужноземельних металів — світло-сірий або сріблястий. Хімічна активність зростає від Кальцію до Радію. За звичайних умов взаємодіють з киснем (Берилій — при 500 °C), водою, Фтором, при 300—400 °С — з Воднем і галогенами.
Крім різних силікатних порід, Са, Sr і Ва зустрічаються головним чином у вигляді своїх важкорозчинних вуглекислих і сірчанокислих солей, які мінерали:
CaCO3 — кальцит
SrCO3 — стронціаніт
BaCO3 — вітерит
CaSO4 — ангідрит
SrSO4 — целестин
BaSO4 — важкий шпат

## Історія лужноземельних металів
Вапняк, мармур і гіпс вже у давнину (5000 років тому) застосовувалися єгиптянами в будівельній справі. Аж до кінця 18 століття хіміки вважали вапно простою речовиною. У 1746 р. І. Потт отримав і описав досить чистий оксид кальцію. У 1789 році А. Лавуазьє передбачив, що вапно, магнезія, барит — речовини складні. Ще задовго до відкриття стронцію і барію їх "нерозшифровані" сполуки застосовували в піротехніці для отримання відповідно червоних і зелених вогнів. До середини 40-х років минулого століття стронцій був насамперед металом "потішних вогнів". У 1787 р. у свинцевому руднику поблизу шотландського села Стронціан було знайдено новий мінерал, який назвали стронціанітом SrCO3. А. Крофорд припустив існування ще невідомої «землі». У 1792 р. Т. Хоп довів що до складу знайденого мінералу входить новий елемент - стронцій. У той час за допомогою Sr(OH)2 виділяли нерозчинний дисахарат стронцію (С12Н22О4·2SrO), при отриманні цукру з меляси. Видобуток Sr зростав. Однак скоро було відмічено, що аналогічний сахарат кальцію теж не розчинний, а окис кальцію був безсумнівно дешевшим. Інтерес до стронцію відразу ж зник і знову зріс до нього лише в 40-х роках минулого століття. Важкий шпат був першою відомою сполукою барію. Його відкрив на початку XVII ст. італійський алхімік Касціароло. Він же встановив, що цей мінерал після сильного нагрівання з вугіллям світиться в темряві червоним світлом і дав йому назву «lapis solaris» (сонячний камінь). У 1808 році Деві, піддаючи електролізу з ртутним катодом суміш вологою гашеного вапна з окисом ртуті, приготував амальгаму кальцію, а відігнавши з неї ртуть, отримав метал, названий «кальцій» (від лат. Calx, рід. Відмінок calcis - вапно). Тим самим способом Деві були отримані Ва і Sr. Промисловий спосіб отримання кальцію розроблений Зутером і Редліхом у 1896 р. на заводі Ратенау (Німеччина). У 1904 р. почав працювати перший завод з отримання кальцію. 
Радій був передбачений Менделєєвим в 1871 р. і відкритий у 1898 р. подружжям Марією та П'єром Кюрі. Вони виявили, що уранові руди мають більшу радіоактивність ніж сам уран. Причиною були сполуки радію. Залишки уранової руди вони обробляли лугом, а що не розчинялося - соляною кислотою. Залишок після другої процедури володів більшою радіоактивністю, ніж руда. У цій фракції і був виявлений радій. Про своє відкриття подружжя Кюрі повідомили в доповіді за 1898 рік.

### Історія Берилію
Сполуки берилію у вигляді дорогоцінних каменів були відомі ще в давнину. З давніх пір люди шукали і розробляли родовища блакитних аквамаринів, зелених смарагдів, зеленувато-жовтих берилів і золотистого хризоберилу. Але тільки в кінці 18 століття хіміки запідозрили, що в берилу є якийсь новий невідомий елемент. У 1798 році французький хімік Льюїс Ніколас Воклен виділив з берилу оксид "La terree du beril", який відрізнявся від окису алюмінію. Цей окис надавав солям солодкого смаку, не утворював квасців, розчинявся в розчині карбонату амонію і не осаджувався оксалатом калію. Металевий берилій був вперше отриманий у 1829 році відомим німецьким вченим Веллером і одночасно французьким ученим Бюссі, який отримав порошок металевого берилію відновленням хлористого берилію металевим калієм. Початок промислового виробництва належить до 30-40 рр. минулого століття. 

### Історія Магнію
Свою назву елемент отримав за місцевістю Магнезія в Стародавній Греції. Природні матеріали з вмістом магнію, такі як магнезит і доломіт здавна використовувалися в будівництві. 
Перші спроби виділити металеву основу магнезії в чистому вигляді були зроблені на початку XIX ст. знаменитим англійським фізиком і хіміком Гемфрі Деві (1778-1829) після того, як він піддав електролізу розплави їдкого калі та їдкого натру і отримав металевий Na та K. Він вирішив спробувати аналогічним чином розкласти оксиди лужноземельних металів і магнезії. У своїх початкових дослідах Деві пропускав струм через вологі оксиди, оберігаючи їх від зіткнення з повітрям шаром нафти, а проте при цьому метали сплавлялися з катодом і їх не вдавалося відокремити. 
Деві пробував застосовувати безліч різних методів, але всі вони з різних причин виявлялися малоуспішними. Нарешті, в 1808 р. його спіткала удача - він змішав вологу магнезію з оксидом ртуті, помістив масу на платівку з платини і пропустив через неї струм; амальгаму переніс у скляну трубку, нагрів, щоб видалити ртуть, і отримав новий метал. Тим же способом Деві вдалося отримати барій, кальцій і стронцій. Промислове виробництво магнію електролітичним способом було розпочато в Німеччині в кінці 19 століття. Теоретичні та експериментальні роботи з отримання магнію електролітичним способом у Росії були виконані П. П. Федотьєвим; процес відновлення оксиду магнію кремнієм у вакуумі досліджував П. Ф. Антипін. 

## Поширення
Берилій належить до числа не дуже поширених елементів: його вміст в земній корі становить 0,0004 ваги. %. Берилій в природі знаходиться у зв'язаному стані. Найважливіші мінерали берилію: берил -Be3Al2(SiO3)6, хризоберил - Be(AlO2)2 і фенакіт - Be2SiO4. Основна частина берилію розсіяна в ролі домішок до мінералів ряду інших елементів, особливо алюмінію. Берилій міститься також в глибинних опадах морів і золі деяких видів кам'яного вугілля. Деякі різновиди берилу, пофарбовані домішками в різні кольори, належать до коштовних каменів. Такі, наприклад, зелені смарагди, блакитнувато-зелені аквамарини. 
Магній - один з найпоширеніших у земній корі елементів. Вміст магнію складає 1,4%. До числа найважливіших мінералів відносяться, зокрема, вуглекислі карбонатні породи, що утворюють величезні масиви на суші і навіть цілі гірські хребти - магнезит MgCO3 та доломіт MgCO3·CaCO3. Під шарами різних наносних порід спільно з покладами кам'яної солі відомі колосальні поклади та іншого легкорозчинного магнійвмісного мінералу - карналіту MgCl2·KCl·6H2O. Крім того, у багатьох мінералах магній тісно пов'язаний із кремнеземом, утворюючи, наприклад, олівін [(Mg,Fe)2SiO4] і рідше зустрічається форстерит (Mg2SiO4). Інші магнієвмісні мінерали - це бруцит Mg(OH)2, кізерит MgSO4, епсон MgSO4·7H2O, каїніт MgSO4·KCl·3H2O. На поверхні Землі магній легко утворює водяні силікати (тальк, азбест тощо), прикладом яких може служити серпентин 3MgO·2SiO2·2H2O. З відомих мінералів близько 13% містять магній. Проте природні сполуки магнію широко зустрічаються й у розчиненому вигляді. Крім різних мінералів та гірських порід, 0,13% магнію у вигляді MgCl2 постійно містяться у водах океану (його запаси тут невичерпні - близько 6·1016 т) і в солоних озерах і джерелах. Магній також входить до складу хлорофілу в кількості до 2% і виступає тут як комплексоутворювач. Загальний вміст цього елемента в живій речовині Землі оцінюється величиною порядку 1011 тонн. 

## Добування
Основний (близько 70%) спосіб отримання магнію - електроліз розплавленого карналіту або MgCl2 під шаром флюсу для захисту від окислення. Термічний спосіб отримання магнію (близько 30%) полягає у відновленні обпаленого магнезиту або доломіту. Берилієві концентрати переробляють на оксид або гідроксид берилію, з яких отримують фторид або хлорид. При отриманні металевого берилію здійснюють електроліз розплаву BeCl2 (50 ваг. %) і NaCl.Така суміш має температуру плавлення 300 °C проти 400 °C для чистого BeCl2. Також берилій отримують магній- або алюмотермічним способом при 1000-1200 °C з Na2[BeF4]: Na2[BeF4] + 2Mg = Be + 2Na + MgF2. Особливо чистий берилій (в основному для атомної промисловості) отримують зонною плавкою, дистиляцією в вакуумі і електролітичним рафінуванням. 
Спочатку одержують оксиду або хлориди Е. ЕО отримують прожарюванням ЕСO3, а ЕСl2 дією соляної кислоти на ЕСO3. Всі лужноземельні метали можна отримати алюмотермічним відновленням їх оксидів при температурі 1200 °C за приблизною схемою: 3ЕО + 2Al = Al2O3 + 3Е. Процес при цьому ведуть у вакуумі в уникненні окислення Е. Кальцій (як і всі інші Е) можна отримати електролізом розплаву CaCl2 з наступною перегонкою у вакуумі або термічною дисоціацією СаCl2. Ва і Sr можна отримати піролізом Е2N3, Е(NH3)6, ЕН2. Радій видобувають попутно з уранових руд. 

## Особливості
Берилій є "чистим" елементом. У природі магній зустрічається у вигляді трьох стабільних ізотопів: 24 Mg (78,60%), 25 Mg (10,11%) і 26 Mg (11,29%). Штучно були отримані ізотопи з масами 23, 27 і 28. 
Берилій має атомний номер 4 і атомна вага 9,0122. Він знаходиться в другому періоді періодичної системи і очолює головну підгрупу 2 групи. Електронна структура атома берилію - 1s 2 2s 2. При хімічній взаємодії атом берилію збуджується (що вимагає витрати 63 ккал / г × атом) і один з 2s-електронів переходить на 2р-орбіталь що визначає специфіку хімії берилію: він може проявляти максимальну ковалентность, що дорівнює 4, утворюючи 2 зв'язку за обмінним механізмом, і 2 по донорно-акцепторного. На кривій потенціалів іонізації берилій займає одне з чільних місць. Остання відповідає його малому радіусу і характеризує берилій як елемент не особливо охоче віддає свої електрони, що в першу чергу визначає малу ступінь хімічної активності елемента. З точки зору електронегативності берилій може розглядатися як типовий перехідний елемент між електропозитивних атомами металів, легко віддають свої електрони, і типовими комплексо-просвітників, що мають тенденцію до утворення ковалентного зв'язку. Берилій проявляє діагональну аналогію з алюмінієм в більшій мірі, ніж Li c Mg і є кайносімметрічним елементом. Берилій та його сполуки дуже токсичні. ГДК в повітрі - 2 мкг / м 3. 
У періодичній системі елементів магній розташовується в головній підгрупі II групи; порядковий номер магнію - 12, атомна вага 24,312. Електронна конфігурація збудженого атома - 1s 2 2s 2 2p 6 3s 2; будова зовнішніх електронних оболонок атома Mg (3s 2) відповідає його нульвалентному стану. Збудження до двовалентного 3s 1 3p 1 вимагає витрати 62 ккал / г-атом. Іонізаційні потенціали магнію менше, ніж берилію, тому з'єднання магнію характеризуються більшою часткою іонності зв'язку. За комплексоутворюючій здібності магній теж поступається берилію. Взаємодія з елементами IIIB групи з недобудованими d-оболонками має деякі особливості. У цю групу входять Sc, Y, Ln, і Th. Ці елементи утворюють з магнієм ряд проміжних фаз і добре розчиняються в ньому в рідкому стані. Діаграми стану сумішей цих елементів з магнієм - евтектичного характеру. Розчинність цих елементів в магнії у твердому стані не велика (2 - 5% за масою). Зі лужноземельними і особливо з лужними металами магній не утворює значною області розчинності в твердому стані, що пов'язано з великим відмінностями атомних радіусів. Винятком є літій, атомний радіус якого відрізняється від атомного радіусу магнію на 2%. Системи магнію з міддю, сріблом і золотом - евтектичного типу. Розчинність срібла при температурі евтектики — 16% за масою. 

## Фізичні властивості
Берилій — метал сріблясто-білого кольору. Досить твердий і крихкий. Володіє діамагнітними властивостями. На повітрі він покривається тонкою плівкою окисной зраджує металу сірий, матовий колір і оберігає від подальшої корозії. Стисливість берилію дуже мала. Менше всіх металів (у 17 разів менше Al) затримує рентгенівське випромінювання. Він кристалізується в ГПУ-структурі з періодами а = 0,228 нм, і з = 0,358 нм, КЧ = 6. При 1254 °C гексагональна a-модифікація переходить у кубічну b. Берилій утворює евтектичні сплави з Al і Si. 
Магній — також має сріблясто-білий колір. Щодо берилію він м'якший і пластичний. На повітрі тьмяніє за рахунок окислення. Магній добре розчиняє водень. На відміну від берилію парамагнітен. Пари магнію містять молекули Mg 2, енергіядисоціації яких оцінюється в 7 ккал / моль. Стисливість Mg мала, під тиском в 100 тис. атм його обсяг зменшується до 0,85 вихідного. Магній кристалізується в ГПУ-структурі. Для магнію характерно перекриття першої та другої зон Бріллюена. 
Деякі фізичні константи металів наведені нижче у таблиці: 
|                                               | Be    | Mg    |
| Атомний радіус, нм                            | 1,113 | 1,162 |
| Радіус іона Е 2 +, нм                         | 0,034 | 0,074 |
| Енергія іонізації, ев, Е 0 ® Е +              | 9,32  | 7,64  |
| Е + ® Е 2 +                                   | 18,21 | 15,03 |
| Енергія кр. решітки, мкДж \ кмоль             | 321,6 | 150,2 |
| Щільність (20 °C), г / см 3                   | 1,84  | 1,73  |
| Температура плавлення., °C                    | 1287  | 650   |
| Температура кипіння, °C                       | 2450  | 1103  |
| Теплота плавлення, ккал / г-атом              | 2,8   | 2,1   |
| Теплота випаровування, ккал / г-атом          | 74    | 31    |
| Теплота сублімації (при 25 °C), ккал / г-атом | 78    | 35    |
| Електропровідність (Hg = 1)                   | 23    | 22    |
| ОЕО                                           | 1,47  | 1,23  |
| Теплоємність, Дж \ (кг. К)                    | 1826  | 1047  |

Са і його аналоги являють собою сріблясто-білі метали. Кальцій з них самий твердий. Стронцій і особливо барій значно м'якше кальцію. Всі лужноземельні метали пластичні, добре піддаються куванню, різанню та прокатці. Кальцій при звичайних умовах кристалізується в ГЦК-структурою з періодом а = 0,556 нм (КЧ = 12), а при температурі вище 464 °C в ОЦК-структурі. Са утворює сплави з Li, Mg, Pb, Cu, Cd, Al, Ag, Hg. Стронцій має ГЦК - структуру; при температурі 488 °C стронцій зазнає поліморфного перетворення і кристалізується в гексагональній структурі. Він парамагнітний. Барій кристалізується в ОЦК структурі. Са і Sr здатні утворювати між собою безперервний ряд твердих розчинів, а в системах Са-Ва і Sr-Ba з'являються області розшаровування. У рідкому стані стронцій змішується з Ве, Hg, Ga, In, Sb, Bi, Tl, Al, Mg, Zn, Sn, Pb. З останніми чотирма Sr утворює інтерметаліди. Електропровідність лужноземельних металів з підвищенням тиску падає, всупереч зворотному процесу у решти типових металів. Нижче наведені деякі константи для лужноземельних металів: 
|                                     | Са    | Sr    | Ba     | Ra     |
| Атомний радіус, нм                  | 0,197 | 0,215 | 0,221  | 0,235  |
| Радіус іона Е 2 +, нм               | 0,104 | 0,127 | 0,138  | 0,144  |
| Енергія кр. решітки, мкДж \ кмоль   | 194,1 | 164,3 | 175,8  | 130    |
| r, м \ см 3                         | 1,54  | 2,63  | 3,5    | 5,5-6  |
| Т пл., °C                           | 852   | 770   | 710    | ~ 800  |
| Т кип., °C                          | 1484  | 1380  | 1640   | ~ 1500 |
| Електропровідність (Hg = 1)         | 22    | 4     | 2      |        |
| Теплота плавлення ккал \ р-атом     | 2,1   | 2,2   | 1,8    |        |
| Теплота випаровування ккал \ р-атом | 36    | 33    | 36     |        |
| Питома теплоємність, Дж \ (кг. К)   | 624   | 737   | 191,93 | 136    |
| Зріджуваність Па -1. 10 −11         | 5,92  | 8,36  |        |        |

## Хімічні властивості сполук елементів
Нормальні електродні потенціали реакцій Ве-2е = Ве 2 + і Mg - 2е = Mg 2 + дорівнюють відповідно j 0 =- 1,7 В і j 0 =- 1,55 В. Нижче представлені теплоти утворення деяких сполук магнію і берилію, розраховані в ккал на грам-еквівалент металу: 
|                   | F    | Cl   | Br   | I    | O    | S    | N    |
| Be                | 121  | 59   | 44   | 20   | 72   | 28   | 23   |
| Mg                | 134  | 77   | 62   | 43   | 72   | 42   | 19   |
| Ставлення Be / Mg | 0,90 | 0,77 | 0,71 | 0,47 | 1,00 | 0,47 | 1,21 |

З наведених даних видно, що теплоти утворення аналогічних похідних берилію і магнію близькі при порівняно малих обсягах металлоідних атомів (F, O, N) і сильно розходяться при великих (Cl, Br, I, S). 
Гідрид Ве отримують змішуванням гідриду літію з хлоридом Ве, або за схемою: 
LiAlH 4 + Be (CH 3) 2 = BeH 2 + LiAlH 2 (CH 3) 3.
Гідрид магнію отримують безпосередньо з елементів при нагріванні і тиску, а також при нагріванні Mg (C 2 H 5) 2 
ЕH2 — білі тверді речовини, погано розчинні в ефірі. Виділяють водень із води і спиртів: ЕН 2 + 2Н 2 О = Е (ОН) 2 + 2Н 2 і ЕН 2 + 2СН 3 ОН = Е (ОСН 3) 2 + 2Н 2.
Окиси Ве і Mg — вельми тугоплавкі, білі, малорозчинні у воді речовини. Можуть бути отримані прожарюванням оксалатів, нітратів, карбонатів: 
ЕСС 3 = ЕО + СО 2,  2Е (NO 3) 2 = 2ЕО + 4NO 2 + O 2, ЕС 2 О 4 = СO 2 + СО + ЕО. 
Також можуть бути отримані спалюванням відповідних металів в кисні. Розчиняються в кислотах: ЕО + 2Н + = Е 2 + + Н 2 О. 
ВЕО розчиняється у лугах за схемою: BeO + 2NaOH + H 2 O = Na 2 [Be (OН) 4]. Ядерні відстані в кристалах MgO (т. пл. 2850 °C) і ВеО (т. пл. 2580 °C) рівні відповідно 2,10 і 1,64 A, а у їхніх індивідуальних молекул (у парах) - 1,33 і 1,75 A. Пари ЕO сильно дисоційований на елементи. Охолодження розплаву ВеО веде до утворення скла. Кристали ВеО мають структуру вюрциту, що свідчить про малу полярності зв'язку. Кристали MgO мають структуру NaCl. Обидва окисиди розчиняються в кислотах тим важче, чим сильніше вони були попередньо прожарені. Таке зниження реакційної здатності обумовлено в даному випадку укрупненням кристалів. При зберіганні на повітрі оксид магнію поступово поглинає вологу і CO2, переходячи в Mg(OH)2 і в MgCO3. Окис магнію зрідка зустрічається в природі (мінерал періклаз). Отримана прожарюванням природного магнезиту MgO є вихідним продуктом для виготовлення різних вогнетривких виробів. 
Білі аморфні гідроксиди магнію і берилію мало розчиняються у воді. Розчинена частина Mg(OH)2 дисоційована за типом основи і є електролітом слабкої сили, а Ве(ОН)2 має амфотерні властивості і дисоціює за сумарною схемою: 
Ве 2 + + 2ОН - = Ве(ОН)2 = 2Н + + ВеО 2 2 -. 
Гидроксид берилію взагалі є єдиною основою в IIA групі, яка має амфотерні властивості. Осадження Ве(OH)2 в процесі нейтралізації кислого розчину (за схемою: Е 2 + +2 ОН - = Е (ОН) 2) настає при pH = 5,7, а Mg(OH)2 — при рН = 10,5. Ве(ОН)2 - є полімерною сполукою, тому його розчинність у воді незначна (РПР = 22). Зважаючи на слабкість кислотних властивостей Ве (ОН)2 берилати сильно гідролізують у водному розчині. При розчиненні Ве(ОН)2 в кислотах утворюються тетраедрічний аквакомплекс [Ве (Н2О)4] 2 +, у лугах — гидроксокомплекс [Be(OH)4] 2 - (або [Be (OH)3] - ) за схемою: Ве(ОН)2 + 2OH - = [Be(OH)4]2 -. Берилій в берріліат-іоні sp3 -гібридизований, а сам берилат-іон має форму тетраедра. КЧ Ве = 4. Ве(ОН)2 починає втрачати воду вже при 230 °C. Берилати типу К2ВеО2 існують тільки у твердому стані. Вони можуть бути отримані розчиненням порошку Ве у розплавах лугів. Основні властивості у Ве(ОН)2 переважають над кислотними, але виражені менш значно, ніж у Mg(ОН)2. 
Гідроокис магнію зустрічається в природі (мінерал брусит). РПР Mg (OH) 2 = 11. Mg(ОН)2 має тільки основні властивості. Однак, взаємодією Mg(OH)2  з 65%-ним розчином NaOH при 100 °C може бути отриманий нестійкий у водному середовищі тетрагідроксомагнезат натрію — Na2[Mg(OH)4]. Крім кислот, гідроксид магнію розчинний в розчинах солей амонію за схемою: Mg(OH)2 + 2NH4+ = Mg2+ + 2NH3 + 2H2О. Тому розчином аміаку не можна повністю осадити гідроокис магнію, наприклад з хлориду, тому що наступний процес рівноважний: 
MgCl 2 + NH4OH = NH4Cl + Mg (ОН) 2.
При нагріванні гідроокис магнію реагує з Р, Se, S (Х = Se, S): 
6Mg(ОН)2 + 4P = 6MgO + 4РН 3 + 3О2 і 2Mg(ОН)2 + 2Х = 2MgO + 2Н2Х + О 2 
Обидва гідрокисиди добре розчиняються в кислотах: Е(ОН)2 + 2Н+ = Е2+ + 2H2О. Гідроксид магнію в промисловості отримують діючи на розчинні солі магнію вапняним молоком. Для магнію відома аналогічна гідроокису етоксидна похідна Mg (OC2H5)2. Вона може бути отримана взаємодією амальгами магнію зі спиртом і являє собою білий порошок, який розчинний у спирті  і розкладається водою. Взаємодією свіжоосажденого Mg(OH)2 з 30%-ним H2O2 може бути отримана розчинний у воді гідратне перекис-окис магнію MgO 2. 3MgO. NH 2 O, вона застосовується як антисептик, для шлунка тому з водою дає Mg(ОН)2 і перекис водню.
Багато з солей берилію і магнію добре розчиняються у воді. Іони Е2+ безбарвні. Mg 2+ надають розчину гіркий смак, Ве2 + - солодкуватий. Солі Ве схильні  до гідролізу при кімнатній температурі і дають кисле середовище, солі Mg — меншим чином. Наприклад, гідроліз сульфатів і галогенідів проходить за схемами: 
1. 2ESO 4 + 2Н2О = (Еон)2SO4 + Н2SO 4 
2. (Еон) 2 SO 4 + 2H 2 O = 2Е(OH)2 + Н2SO 4 
1. ЕГ2 + Н2О = НГ + ЕОНГ 
2. ЕОНГ + 2Н2О = Е(ОН) 2 + НГ. 
Причому гідроліз йде в основному по першій стадії до утворення основних солей.
Відношення заряду до радіусу у Be2 + - велике, в результаті чого він має високу поляризуючу здатність і його комплексоутворюючі властивості підвищені. 
Майже всі галоїдні солі берилію і магнію безбарвні, розпливаються на повітрі і легкорозчинні у воді, за винятком MgF2, розчинність якого дуже мала (0,08 г/л). Для хлориду магнію характерні кристалогідрати MgCl2 *nН2O (n = 1,2,4,6,8,12). Для хлориду берилію характерні сполуки типу BeCl2*2R (R-ацетон, ацетальдегід, діетиламін, етиловий ефір, етилендіамін, піридин і ін). Обидва хлориду приєднують аміак з утворенням ECl2*nNH 3 (n = 2,4,6).  
MgCl 2 широко поширений в природі у вигляді мінералів - бішофіту MgCl 2. 2Н 2 О, карналіту MgCl 2. KCl. 6H 2 O ін При утворенні галогенідів берилію, його атоми збуджуються: 2s 2 ® 2s 1 2p 1 при цьому за рахунок розпарювання виникають дві ковалентні зв'язки і відбувається sp-гібридизація: валентні електрони утворюють два sp-гібридних хмари лежать на одній прямій і витягнутих у протилежний напрямках. Таким чином молекули ВЕГ 2 - мають лінійнe будову. BeF2 отримують нейтралізацією плавикової кислоти гідроокисом берилію, а MgF2 безпосередньо з елементів або обмінної реакцією: Mg2+  + 2F- = MgF2.
Хлорид Ве можна отримати за наступними схемами при нагріванні: 
ВeО + С + Cl2 = BeCl2 + СО;
2ВеО + COCl 2 = BeCl 2 + CO 2.
BeCl2 - має полімернe будову. Більшість солей виділяється з розчинів у вигляді кристалогідратів (BeCl2* 2H2O, ВеІ2*4H2O, MgBr2 * 6H2O). При їх нагріванні відбувається відщеплення частини НГ і залишаються важкорозчинні у воді основні солі. Реакції приєднання характерні головним чином для фторидів, утворюють комплекси типів M [ЕГ 3] і M2 [ЕГ4], де М - одновалентний метал, наприклад Tl2[BeCl4], Na2[BeCl4].
Нітрати Ве і Mg легкорозчинних не тільки у воді, але й у спирті. Mg(NO3)2 зустрічається в природі. Кристалізуються вони зазвичай у вигляді Mg (NO3)2 × 6H2O і Ве (NO3)*4Н2О. Е (NO3)*nH2О можна отримати діючи азотною кислотою на відповідні метали, ЕО, Е(ОН)2, ЕСО 3. Для Ве n буває 4,3,2 (n ¹ 0), а для магнію n може дорівнювати 9,6,2 і 0. При нагріванні вони розкладаються, відщеплюючи воду, NO2 і О2:
2Е(NO3)2*n H2O = nH2O + 2ЕO + 4NO2 + О2.
Для сульфатів Ве і Mg характерні легкорозчинні кристалогідрати BeSO4*4H2O і MgSO4 *nH2O (n = 1,2,3,4,5,6,7,12). Перший повністю зневоднюється при 400 °C, другий при 200 °C. BeSO 4 отримують дією розбавленої сірчаної кислоти на окис чи гідроокис берилію. Розчин BeSO4 здатний розчиняти Mg за схемою: 
2BeSO 4 + Mg + 2H2O = H2 + (BeOH)2SO 4 + MgSO4.
Під дією кислот MgSO4 переходить в кислий сульфат: MgSO4 + H2SO 4 = Mg(HSO4)2. 
MgSO4 набирає при нагріванні в наступні реакції: MgSO4 + 2С = MgS + 2CO2; 
2MgSO4 + C = 2MgO + 2SO2 + CO 2; 
MgSO4 + H 2 S = MgO + SO2 + S + H2O; 
MgSO4 + SiO 2 = MgSiO3 + SO3;
Термічне розкладання BeSO4 і MgSO4 починається відповідно при 580 °C і 1124 °C: 2ESO 4 = 2ЕО + 2SO 2 + О2. 
Константа електролітичної дисоціації MgSO4 - 5×10-3. 
У природі MgSO4 зустрічається у вигляді мінералів: гіркої солі - MgSO4 × 7H2O, кізеріта - MgSO4 × H2O, полігаліта - MgSO4* К2SO4*2CaSO4 * 2Н2О та ін. Кізер може служити хорошим матеріалом для отримання MgO і SO2, оскільки при прожарюванні з вугіллям розкладається за схемою: MgSO4 + C + 64 ккал = CO + SO 2 + MgO. Гірка сіль застосовується в текстильній і паперовій промисловості, а також у медицині. 
З сульфатами деяких одновалентних металів BeSO 4 і MgSO 4 утворюють подвійні солі, для Ве типу M 2 [Be (SO 4) 2]. 2H 2 O, а для магнію так звані шеніти складу M 2 [Mg (SO 4) 2] × 6H 2 O, де M - одновалентних метал. Шенітом K 2 [Mg (SO 4) 2] × 6H 2 O користуються іноді як калійним мінеральним добривом. Нагріванням MgSO 4 з міцною сірчаною кислотою можуть бути отримані сполуки MgSO 4. H 2 SO 4, MgSO 4. 3H 2 SO 4. Діючи аміаком на спиртовий розчин MgSO 4 можуть бути отримані наступні комплекси: [Mg (NH 3) 2 (H 2 O) 4] SO 4, [Mg (NH 3) 3 (H 2 O) 3] SO 4, [Mg (NH 3) 4 (H 2 O) 2] SO 4.
Майже нерозчинні у воді нормальні карбонати ВеCO 3 × 4H 2 O MgCO 3 × nH 2 O (n = 5,3) можуть бути отримані тільки при одночасній присутності у розчині великого надлишку CO 2. В іншому випадку осаджуються також майже нерозчинні основні солі. Так, при дії соди на солі Е відбувається процес: Е 2 + + 2СO 3 2 - + Н 2 О = СО 2 + (Еон) 2 СО 3 ¯. Основні карбонати Е розчиняються в мінеральних кислотах, в оцтовій кислоті і розчинах солей амонію. Нагрівання такого осаду з кислим карбонатом калію призведе до утворення нормального карбонату: (Еон) 2 СО 3 + 2KHCO 3 = 2ЕСО 3 + 2Н 2 О + К 2 СО 3. MgCO 3 поширений у природі. Біла магнезія - це основна сіль приблизного складу 3MgCO 3 × Mg (OH) 2 × 3H 2 O - використовується в медичних цілях при підвищеній кислотності шлунка. Вона випадає в осад якщо до нагрітого розчину хлориду магнію доливати розчин соди: 
2MgCl 2 + 2Na 2 CO 3 + H 2 O = (MgOH) 2 CO 3 ¯ + CO 2 + 4NaCl. Цікаво відзначити, що спочатку, коли в розчині ще недолік СО 2 і середовище лужне, процес йде з утворенням білої магнезії, а коли в розчині з'являється надлишок СО 2 і середовище стає кислою з білої магнезії утворюється гідрокарбонат стійкий в розчині за схемою: 
(MgOH) 2 CO 3 + 3СО 2 + Н 2 О = 2Mg (HCO 3) 2.
ЕСС 3 отщепляют вуглекислий газ вже при 100 і 500 °C відповідно для Ве і Mg. На цьому ґрунтується використання магнезиту для отримання СО 2. При пропущенні СО 2 через суспензію MgCO 3 осад може бути розчинений: MgCO 3 + CO 2 + H 2 O = Mg (HCO 3) 2. ЕСС 3 розчиняються у розчині карбонату амонію за схемою: ЕСС 3 + (NH 4) 2 СО 3 = (NH 4) 2 [Е (СО 3) 2]. При кип'ятінні розчину такої подвійної солі, знову випадає осад: 
(NH 4) 2 [Е (СО 3) 2] = 2NH 3 + CО 2 + ЕСС 3 ¯ + Н 2 О. 
BeCO 3 розчинний також у вуглекислих лугах. До таких подвійним карбонату належить природний доломіт - Са [Mg (СО 3) 2]. Застосування знайшов перхлорат магнію ("ангідрон") як відбілювач і осушувач. 
Ацетат берилію виходить тільки при нагріванні BeCl 2 з безводною оцтовою кислотою. Ця сіль не розчинна у воді і повільно нею розкладається з утворенням основних солей. При 300 °C починає розкладається. Mg (CH 3 COO) 2 розчинний у воді. Оксалат берилію - вага 2 О 4. 3Н 2 О, являє собою порошок білого кольору; розчинний у воді. При 100 °C втрачає 2 молекули Н 2 О. При 220 °C втрачає останню молекулу води і плавиться, а при 350 °C розкладається: вага 2 О 4 = СO 2 + СО + BeO. Були отримані комплекси типу Na 2 [Ве (З 2 О 4) 2]. MgC 2 О 4. 3Н 2 О малорозчинний воді. Взаємодіє з розчином оксалату амонію з утворенням розчинної подвійної солі: 
(NH 4) 2 З 2 О 4 + MgC 2 О 4 = (NH 4) 2 [Mg (С 2 О 4) 2].
Одно-, дво-, трьох-заміщені ортофосфати берилію і магнію Be (H 2 PO 4) 2. 2H 2 O, BeHPO 4. 3H 2 O, Be 3 (PO 4) 3. 4H 2 O, Mg 3 (PO 4 ) 2. nH 2 O (n = 8,6,4), MgHPO 4. nH 2 O (n = 1,2,7) мало розчинні у воді. Їх можна отримати розчиненням гидроокисей у відповідних кількостях Н 3 РО 4, або обмінними реакціями з х-заміщеними ортофосфату натрію. Наступною реакцією користуються для відкриття катіонів Mg 2 + та аніонів фосфорної, миш'яковистої кислоти: MgCl 2 + NH 4OH + Na 2 HPO 4 = H 2 O +2 NaCl + MgNH 4 PO 4 ¯. 
Сульфіди Е отримують прямим синтезом з елементів. BeS являє собою сірувато-білі кристали. Він схильний до гідролізу у воді: BeS + 2H 2 O = Be (OH) 2 + H 2 S. MgS - безбарвні кубічні кристали. Він плавиться вище 2000 °C, у воді схильний гідролізу: 3MgS + 2H 2 O = Mg (HS) 2 + 2MgO + H 2 S. 
Метанід берилію отримують прокаливанием ВеО з вугіллям: 2ВеО + 3С = Ве 2 З + 2СО. Цей червонувато-жовтий порошок розкладає воду з виділенням метану: 
Ве 2 З + 4Н 2 О = СН 4 + 2Ве (ОН) 2 ¯. 
Ацетілід берилію отримують прокаливанием тісному суміші Ве з вугіллям. розкладає воду з виділенням ацетилену: Вага 2 + 2Н 2 О = С 2 Н 2 + Ве (ОН) 2 ¯. Карбідні з'єднання Mg ендотермічну. MgC 2 отримують діючи на порошок магнію ацетиленом або бензолом при нагріванні: Mg + C 2 H 2 = MgC 2 + H 2. Mg 2 C 3 отримують діючи пентаном на порошок магнію. Водою MgC 2 розкладається з виділенням С 2 Н 2, а Mg 2 C 3 c виділенням СН 3-С º СН. Всі карбіди Е реагують з галогенами та сіркою і азотом при нагріванні утворюючи відповідно ES, ECl 2 і Е 3 N 2. Нітриди Е утворюються при нагріванні порошків Е c азотом або аміаком: 2NH 3 + 3Е = Е 3 N 2 + 3H 2. Be 3 N 2 - білий порошок стійкий на повітрі. Може бути отриманий за схемою: 3Ве + 2KCN = Be 3 N 2 + 2K + 2C. Mg 3 N 2 - аморфний порошок зеленувато-жовтого кольору, флуоресціює оранжевим кольором. Реагує з метанолом і оксидами вуглецю: 
Mg 3 N 2 + 6CH 3 OH = NH 3 + N (CH 3) 3 + 3Mg (OH) OCH 3; 
Mg 3 N 2 + 3CO x = 3MgO + N 2 + 3CO x-1 
Обидва нітриду гідролізується водою і розчиняються в кислотах: 
Е 3 N 2 + Н 2 О = NH 3 + Mg (OH) 2; Е 3 N 2 + 8H + = 2Е 2 + + 2NH 4 +. 
Mg 3 N 2 є відновником. 
Фосфіди Е утворюються при дії парів фосфору на порошки відповідних металів. Вони розкладаються водою до гідроокису і фосфіну. Також вони горять виділяючи ЕО, Р 2 О 5 і багато тепла. 
Силіциди відомі лише для магнію (Mg 2 Si і Mg 3 Si 2). Орто-силікат берилію зустрічається в природі у вигляді мінералу фенакіти. Можна одержати при нагріванні BeO та SiO 2 за схемою: 2BeO + SiO 2 = Be2SiO4. Він нерозчинний. Берилій утворює интерметаллические з'єднання: MoBe 12, WBe 12, TaBe 12, UBe 13, PuBe 13 і ін 
Берілліди мають високу міцність і температурою плавлення. Так, NbBe 2 має Т пл 1880 °C, Ta 2 Be 17 - 1980 °C, а ZrBe 13 - 1920 про С. 
Кристалічні структури інтерметалічних сполук, в порівнянні з багатьма системами на підставі інших металів, значно різняться між собою. У першому наближенні всі магніди можна розділити на дві великі групи: 
· Магніди, що мають структури, типові для металів і сплавів; 
· Магніди, що мають структури, типові для іонних або гетерополярность сполук. 
Кордон між цими групами умовна, але, загалом, збільшення атомного номера в періоді супроводжується послідовним переходом від сполук металевого типу до валентним і іонним з'єднанням. 
Існують декілька способів отримання магнідов; найважливішими з них є наступні: 
1. Синтез з компонентів з реакції загального вигляду: xMe + yMg ® Me x Mg y, реакція здійснюється шляхом сплавлення, спіканням (або гарячим пресуванням), дистиляцією. Цим методом можна отримувати всі виявлені до цього часу магніди подвійних або багатокомпонентних систем; 
2. Магнійтерміческое відновлення: Me х O y + (y + z) Mg ® Me х Mg z + yMgO. Застосовується у випадках, коли пряме сплавлення не дає належного результату; 
3. Електрохімічний спосіб (електролітичне виділення); 
4. Піроліз, наприклад, за схемою: MgB два 800-960 C ® MgB 4970 C ® MgB 6> 1200 C ® MgB 12. 

## Застосування берилію
Мала щільність, висока Т пл, надзвичайно високий модуль пружності (300 ГПа), унікальна теплоємність (1826 Дж \ (кг. К)) і високі значення електричної провідності і теплопровідності зумовили застосування Ве в різних областях техніки. Берилій споживається атомною промисловістю як відбивач і сповільнювач нейтронів і як конструкційний матеріал. Він широко застосовується в точних приладах: системах наведення і управління, в авіа- і ракетобудуванні. Також Ве застосовують для легування різних сплавів. Берилієві бронзи (сплави Ве з Cu) знайшли застосування для виготовлення контактів, затискачів та іншої апаратури. Вони мають гарну електропровідність і механічні властивості. Окис берилію знайшов застосування як відбивач і сповільнювач нейтронів, а також для виготовлення оболонок ТВЕЛів і тиглів. 

## Застосування магнідів в техніці
Практичний інтерес представляють сплави Mg-Zr, оскільки порівняно невелика добавка цирконію істотно зменшує розмір зерна магнію і таким чином поліпшує механічні властивості матеріалу. Такі сплави застосовуються, наприклад, як матеріал для оболонок тепловиділяючих елементів реактора з графітовим сповільнювачем і теплоносієм CO2. 

## Неконструкційне застосування магнію
Магній має більшу спорідненість до кисню. На цій властивості магнію заснована магнійтермія, відкрита Бекетовим як спосіб отримання інших металів витісненням їх магнієм із з'єднань. Вона набула великого значення для сучасної металургії. Як приклад можна вказати, що магнійтермія стала основним способом у виробництві таких металів, як берилій і титан. Щодо легка займистість дисперсного магнію і здатність його горіти сліпучим білим полум'ям довгий час використовувалася у фотографії. Магнієвий порошок стали застосовувати також як висококалорійне пального в сучасній ракетній техніці. Введення невеликої кількості металевого магнію в чавун дозволило значно поліпшити його механічні (зокрема, пластичні) властивості. 
Глибоке очищення магнію від домішок, досягнуте останнім часом, дозволило використовувати його як одного з компонентів при синтезі напівпровідникових сполук. 

## Конструкційне застосування магнію
Основна перевага металевого магнію - його легкість (магній - найлегший з конструкційних металів). Технічно чистий магній має невисоку механічну міцність, проте введення в нього в невеликій кількості інших елементів (алюмінію, цинку, марганцю) може значно поліпшити його механічні властивості майже без збільшення питомої ваги. На основі цих властивостей магнію був створений сплав "електрон", що містить, крім магнію, 6% алюмінію, 1% цинку і 0,5% марганцю. (В даний час під технічною назвою "електрон" розуміються взагалі все сплави, в яких магній є головною складовою частиною). Щільність цього сплаву - 1,8 г / см 3; міцність на розрив - до 32 кг / мм 2; твердість по Бринеллю - 40-55 кг / мм 2. Цей, а також багато інших сплави на основі магнію широко застосовуються в авіа- і автобудуванні. Основний недолік магнію - низька корозійна стійкість. Магній порівняно стійкий у сухому атмосферному повітрі, у дистильованій воді, але швидко руйнується в повітрі, насиченому водними парами і забрудненому домішками, особливо сірчистим газом. Нижче наведена таблиця корозійної стійкості магнію і його сплавів. "-" - нестійкий, "+" - стійкий. 
| Дистильована вода при 100 °C          | + |
| Прісна вода, морська вода, пар        | - |
| Чистий HF                             | + |
| Чистий H2CrO4                         | + |
| Інші розчини неорг. кислот            | - |
| Фториди лужних металів                | + |
| Розчини хлоридів                      | - |
| Хромати калію і натрію                | + |
| Розчин Na(OH)40% при Т = 120 °C       | + |
| Сода                                  | + |
| Сірка (рідка і газ)                   | + |
| Розчини сульфатів (крім амонію)       | - |
| CS2                                   | + |
| Ртуть                                 | - |
| Фтор                                  | + |
| Хлор                                  | - |
| Орг. кислоти                          | - |
| Метиловий спирт                       | - |
| Етиловий та бутиловий спирти          | + |
| Теплий розчин сечовини                | - |
| Холодний розчин сечовини              | + |
| Гліцерин                              | - |
| Гліколь і гліколеві суміші            | - |
| Оцтовий і етилові ефіри               | + |
| Формальдегід і ацетальдегід           | - |
| Тріхлоральдегід                       | - |
| Ацетон                                | + |
| Нафта, мазут, бензин, метан, етан     | + |
| Бензол, толуол, ксилол, фенол, крезол | + |
| Камфора, копаловий смоли              | + |
| Каучук, гума                          | + |
| Жири та олії, що не містять кислот    | + |
| Целюлоза, цукор (безкислотний р-р)    | + |

## Хімічні властивості лужноземельних металів та їх сполук
Свіжа поверхня Е швидко темніє внаслідок утворення оксидної плівки. Плівка ця відносно щільна - з плином часу весь метал повільно окислюється. Плівка складається з ЕО, а також ЕО 2 і Е 3 N 2. Нормальні електродні потенціали реакцій Е-2е = Е 2 + рівні j =- 2,84 В (Са), j =- 2,89 (Sr). Е дуже активні елементи: розчиняються у воді і кислотах, витісняють більшість металів з їх оксидів, галогенідів, сульфідів. Первинно (200-300 °C) кальцій взаємодіє з водяною парою за схемою: 2Са + Н 2 О = СаО + Сан 2. Вторинні реакції мають вигляд: Сан 2 + 2Н 2 О = Са (ОН) 2 + 2Н 2 і СаО + Н 2 О = Са (ОН) 2. У міцної сірчаної кислоти Е майже не розчиняються зважаючи на утворення плівки нерозчинні ESO 4. З розведеними мінеральними кислотами Е реагують бурхливо з виділенням водню. Кальцій при нагріванні вище 800 °C з метаном реагує за схемою: 3Cа + СН 4 = Сан 2 + Сас 2. Е при нагріванні реагують з воднем, з сіркою і з газоподібним аміаком. За хімічними властивостями радій ближче всього до Ва, але він більш активний. При кімнатній температурі він помітно з'єднується з киснем і азотом повітря. Загалом, його хімічні властивості трохи більш виражені ніж у його аналогів. Всі з'єднання радію повільно розкладаються під дією власного випромінювання, набуваючи при цьому жовто-ватую або коричневого забарвлення. З'єднання радію мають властивість автолюмінесценції. У результаті радіоактивного розпаду 1 г Ra кожну годину виділяє 553,7 Дж тепла. Тому температура радію і його сполук завжди вище температури навколишнього середовища на 1,5 град. Також відомо, що 1 г радію на добу виділяє 1 мм 3 радону (226 Ra = 222 Rn + 4He), на чому ґрунтується його застосування як джерела радону для радонових ванн. 
Гідриди Е - білі, кристалічні солеподібні речовини. Їх отримують безпосередньо з елементів при нагріванні. Температури початку реакції Е + Н 2 = ЕН 2 рівні 250 °C (Са), 200 °C (Sr), 150 °C (Ва). Термічна дисоціація ЕН 2 починається при 600 °C. В атмосфері водню Сан 2 не розкладається при температурі плавлення (816 °C). У відсутності вологи гідриди лужноземельних металів стійкі на повітрі при звичайній температурі. Вони не реагують з галогенами. Однак при нагріванні хімічна активність ЕН 2 зростає. Вони здатні відновлювати оксиди до металів (W, Nb, Ti, Се, Zr, Ta), наприклад 2СаН 2 + ТіО 2 = 2CaO + 2H 2 + Ti. Реакція Сан 2 з Al 2 O 3 йде при 750 °C: 3СаН 2 + Al 2 O 3 = 3СаО + 3Н 2 + 2Al, і потім: Сан 2 + 2Al = CaAl 2 + H 2. З азотом Сан 2 при 600 °C реагує за схемою: 3СаН 2 + N 2 = Ca 3 N 2 +3 H 2. При підпалюванні ЕН 2 вони повільно згорають: ЕН 2 + О 2 = Н 2 О + СаО. У суміші з твердими окислювачами вибухонебезпечні. При дії води на ЕН 2 виділяється гідроокис і водень. Ця реакція сильно екзотермічну: змочений водою на повітрі ЕН 2 самозаймається. З кислотами ЕН 2 реагує, наприклад за схемою: 2HCl + CaH 2 = CaCl 2 + 2H 2. ЕН 2 застосовують для отримання чистого водню, а також для визначення слідів води в органічних розчинниках. Нітриди Е являють собою безбарвні тугоплавкі речовини. Вони виходять безпосередньо з елементів при підвищеній температурі. Водою вони розкладаються за схемою: Е 3 N 2 + 6H 2 O = 3Е (ОН) 2 + 2NH 3. Е 3 N 2 реагують при нагріванні з СО за схемою: Е 3 N 2 + 3СО = 3ЕО + N 2 + 3C. Процеси що відбуваються при нагріванні Е 3 N 2 з вугіллям виглядають так: 
Е 3 N 2 + 5С = ECN 2 + 2ЕС 2; (Е = Са, Sr); Ва 3 N 2 + 6С = Ва (CN) 2 + 2ВаС 2; 
Нітрид стронцію реагує з HCl, даючи хлориди Sr і амонію. Фосфіди Е 3 Р 2 утворюються безпосередньо з елементів або прожарюванням тризаміщені фосфатів з вугіллям: 
Cа 3 (РО 4) 2 + 4С = Са 3 Р 2 + 4СО 
Вони гідролізуються водою за схемою: Е 3 Р 2 + 6Н 2 О = 2РН 3 + 3Е (ОН) 2. З кислотами фосфіди лужноземельних металів дають відповідну сіль і фосфін. На цьому ґрунтується їх застосування для отримання фосфіну в лабораторії. 
Комплексні аміакати складу Е (NH 3) 6 - тверді речовини з металевим блиском і високою електропровідністю. Їх отримують дією рідкого аміаку на Е. На повітрі вони самозагоряються. Без доступу повітря вони розкладаються на відповідні аміди: Е (NH 3) 6 = Е (NH 2) 2 + 4NH 3 + Н 2. При нагріванні вони енергійно розкладаються за цією ж схемою. 
Карбіди лужноземельних металів які виходять загартовуванням Е з вугіллям розкладаються водою з виділенням ацетилену: ЕС 2 + 2Н 2 О = Е (ОН) 2 + С 2 Н 2. Реакція з вас 2 йде настільки бурхливо, що він запалюється в контакті з водою. Теплоти освіти ЕС 2 з елементів для Са і Ва рівні 14 і 12 ккал \ моль. При нагріванні з азотом ЕС 2 дають CaCN 2, Ba (CN) 2, SrCN 2. Відомі силіциди (ESi і ESi 2). Їх можна одержати при нагріванні безпосередньо з елеменов. Вони гідролізуються водою і реагують з кислотами, даючи H 2 Si 2 O 5, SiH 4, відповідне з'єднання Е і водень. Відомі бориди ЕВ 6 одержувані з елементів при нагріванні. 
Оксиду кальцію та його аналогів - білі тугоплавкі (T кіп СаО = 2850 °C) речовини, енергійно поглинають воду. На цьому ґрунтується застосування ВаО для отримання абсолютного спирту. Вони бурхливо реагують з водою, виділяючи багато тепла (крім SrO розчинення якої ендотермічну). ЕО розчиняються в кислотах і хлориді амонію: ЕО + 2NH 4 Cl = SrCl 2 + 2NH 3 + H 2 O. Отримують ЕО загартовуванням карбонатів, нітратів, перекисів або гідроксидів відповідних металів. Ефективні заряди барію і кисню в ВаО рівні ± 0,86. SrO при 700 °C реагує з ціанистим калієм: 
KCN + SrO = Sr + KCNO. 
Окис стронцію розчиняється в метанолі з утворенням Sr (ОСН 3) 2. При магнійтермічному відновленні ВаО може бути отриманий проміжний окисел Ва 2 О, який нестійкий і диспропорціонує. 
Гідроокису лужноземельних металів - білі розчинні у воді речовини. Вони є сильними основами. У ряді Са-Sr-Ba основний характер і розчинність гідроокислів збільшуються. РПР (Са (ОН) 2) = 5,26, РПР (Sr (ОН) 2) = 3,5, РПР (Bа (ОН) 2) = 2,3. З розчинів гидроокислів звичайно виділяються Ва (ОН) 2. 8Н 2 О, Sr (ОН) 2. 8Н 2 О, Cа (ОН) 2. Н 2 О. ЕО приєднують воду з утворенням гідроксидів. На цьому ґрунтується використання СаО в будівництві. Тісна суміш Са (ОН) 2 та NaOH у ваговому співвідношенні 2:1 носить назву натронна вапно, і широко використовується як поглинач СО 2. Са (ОН) 2 при стоянні на повітрі поглинає СО 2 за схемою: Ca (OH) 2 + CO 2 = CaCO 3 + Н 2 О. Близько 400 °C Са (ОН) 2 реагує з чадним газом: СО + Ca (OH) 2 = СаСО 3 + Н 2. Баритові вода реагує з CS 2 при 100 °C: CS 2 + 2Ва (ОН) 2 = ВАЛТ 3 + Ва (HS) 2 + Н 2 О. Алюміній реагує з баритової водою: 2Al + Ba (OH) 2 + 10H 2 O = Ba [Al (OH) 4 (H 2 O) 2] 2 + 3H 2. Е (ОН) 2 використовуються для відкриття вугільного ангідриду. 
Е утворюють перекису білого кольору. Вони істотно менш стабільні на відміну від окисів і є сильними окислювачами. Практичне значення має найбільш стійка ВаО 2, яка являє собою білий, парамагнітний порошок з щільністю 4,96 г1см 3 і т. пл. 450 °C. BaO 2 стійка при звичайній температурі (може зберігатися роками), погано розчиняється у воді, спирті і ефірі, розчиняється в розбавлених кислотах з виділенням солі і перекису водню. Термічне розкладання перекису барію прискорюють окисли, Cr 2 O 3, Fe 2 O 3 та CuO. Перекис барію реагує при нагріванні з воднем, сіркою, вуглецем, аміаком, солями амонію, ферроціаніду калію і т. д. З концентрованою соляною кислотою перекис барію реагує, виділяючи хлор: ВаО 2 + 4HCl = BaCl 2 + Cl 2 + 2H 2 O. Вона окислює воду до перекису водню: Н 2 О + ВаО 2 = Ва (ОН) 2 + Н 2 О 2. Ця реакція оборотна й у присутності навіть вугільної кислоти рівновагу зміщений вправо. ВаО 2 використовується як вихідний продукт для отримання Н 2 О 2, а також як окислювач в піротехнічних складах. Однак, ВаО 2 може виступати і як відновника: HgCl 2 + ВаО 2 = Hg + BaCl 2 + O 2. Отримують ВаО 2 нагріванням ВаО в струмі повітря до 500 °C за схемою: 2ВаО + О 2 = 2ВаО 2. При підвищенні температури має місце зворотний процес. Тому при горінні Ва виділяється тільки окис. SrO 2 і СаО 2 менш стійкі. Спільним методом отримання ЕО 2 є взаємодія Е (ОН) 2 з Н 2 О 2, при цьому виділяються ЕО 2. 8Н 2 О. Термічний розпад ЕО 2 починається при 380 °C (Са), 480 °C (Sr), 790 °C (Ва). При нагріванні ЕО 2 з концентрованої перекисом водню можуть бути отримані жовті нестійкі речовини - надпероксид ЕО 4. 
Солі Е як правило безбарвні. Хлориди, броміди, йодиди і нітрати добре розчиняються у воді. Фториди, сульфати, карбонати і фосфати погано розчиняються. Іон Ва 2 + - токсичний. Галіди Е діляться на дві групи: фториди і всі інші. Фториди майже не розчиняються у воді і кислотах, і не утворюють кристалогідратів. Навпаки хлориди, броміди, йодиди і добре розчиняються у воді і виділяються з розчинів у вигляді кристалогідратів. Деякі властивості ЕГ 2 представлені нижче: 
При отриманні шляхом обмінного розкладу в розчині фториди виділяються у вигляді об'ємистих слизових опадів, досить легко утворюють колоїдні розчини. ЕГ 2 можна отримати діючи відповідними галогенами на відповідні Е. Розплави ЕГ 2 здатні розчиняти до 30% Е. При вивченні електропровідності розплавів хлоридів елементів другої групи головної підгрупи було встановлено, що їх молекулярно-іонний склад дуже різний. Ступеня дисоціації за схемою ECl 2 = Е 2 + +2Cl - рівні: BeCl 2 - 0,009%, MgCl 2 - 14,6%, CaCl 2 - 43,3%, SrCl 2 - 60,6%, BaCl 2 - 80, 2%. Галогеніди (крім фторидів) Е містять кристалізаційну воду: CaCl 2. 6Н 2 О, SrCl 2. 6Н 2 О і BaCl 2. 2Н 2 О. Рентгеноструктуровим аналізом встановлено будову Е [(ОН 2) 6] Г 2 для кристалогідратів Са і Sr. При повільному нагріванні кристалогідратів ЕГ 2 можна отримати безводні солі. CaCl 2 легко утворює пересичені розчини. Природний CaF 2 (флюорит) застосовують в керамічній промисловості, а також він використовується для виробництва HF і є мінералом фтору. Безводний CaCl 2 використовують як осушувач зважаючи на його гідроскопічності. Кристалогідрат хлористого кальцію використовують для приготування холодильних сумішей. BaCl 2 - використовують у с \ г і для відкриття SO 4 2 - (Ва 2 + + SO 4 2 - = BaSO 4 ¯). Сплавом ЕГ 2 і ЕН 2 можуть бути отримані гідрогаліди: ЕГ 2 + ЕН 2 = 2ЕНГ. Ці речовини плавляться без розкладання але гідролізуються водою: 2ЕНГ + 2H 2 O = ЕГ 2 + 2Н 2 + Е (ОН) 2. Розчинність у воді хлоратів, броматом і иодат у воді зменшується по рядах Сa - Sr - Ba і Cl - Br - I. Ba (ClO 3) 2 - використовується в піротехніці. ПерхлоратиЕ добре розчинні не лише у воді але і в органічних розчинниках. Найбільш важливим з Е (ClO 4) 2 є Ва (ClO 4) 2. 3Н 2 О. Безводний перхлорат барію є гарним осушувачем. Його термічний розпад починається тільки при 400 °C. Гіпохлоридкальцію Са (ClO) 2. NH 2 O (n = 2,3,4) отримують дією хлору на вапняне молоко. Він є окислювачем і добре розчинний у воді. Хлорну вапно можна отримати діючи хлором на тверду гашене вапно. Вона розкладається водою і пахне хлором у присутності вологи. Реагує з СО 2 повітря: 
СО 2 + 2CaOCl 2 = CаСO 3 + CaCl 2 + Cl 2 O. 
Хлорне вапно застосовується як окислювач, відбілювач і як дезінфікуючий засіб. 
Для лужноземельних металів відомі азиди Е (N 3) 2 і роданіди Е (CNS) 2. 3Н 2 О. Азиди в порівнянні з азидом свинцю набагато менш вибухонебезпечні. Роданіду при нагріванні легко втрачають воду. Вони добре розчиняються у воді і органічних розчинниках. Ва (N 3) 2 і Ba (CNS) 2 можуть бути використані для отримання азидів і роданідів інших металів з сульфатів обмінної реакцією. 
Нітрати кальцію та стронцію існують зазвичай у вигляді кристалогідратів Са (NO 3) 2. 4H 2 O і Sr (NO 3) 2. 4H 2 O. Для нітрату барію не властиво освіта кристалогідрату. При нагріванні Са (NO 3) 2. 4H 2 O і Sr (NO 3) 2. 4H 2 O легко втрачаю воду. У інертній атмосфері нітрати Е термічно стійкі до 455 °C (Са), 480 °C (Sr), 495 °C (Ba). Розплав кристалогідрату нітрату кальцію має кисле середовище при 75 °C. Особливістю нітрату барію є мала швидкість розчинення його кристалів у воді. Схильність до комплексоутворення виявляє лише нітрат барію, для якого відомий нестійкий комплекс K 2 [Ba (NO 3) 4]. Нітрат кальцію розчинний у спиртах, Метилацетат, ацетоні. Нітрати стронцію і барію там же майже не розчиняються. Температури плавлення нітратів Е оцінюються в 600 °C, однак при цій же температурі починається розпад: Е (NO 3) 2 = Е (NO 2) 2 + O 2. Подальший розпад йде при більш високій температурі: Е (NO 2) 2 = ЕО + NO 2 + NO. Нітрати Е вже здавна використовувалися в піротехніку. Легколеткі солі Е забарвлюють полум'я у відповідні кольори: Са - в оранжево-жовтий, Sr - в червоно-карміновим, Ba - в жовто-зелений. Розберемося по суті цього на прикладі Sr: у Sr 2 + є дві ВАО: 5s і 5p або 5s і 4d. Повідомимо енергію цій системі - нагріємо. Електрони з більш прилеглих до ядра орбіталей перейдуть на ці ВАО. Але така система не стійка і виділить енергію в вигляді кванта світла. Якраз Sr 2 + і випромінює кванти з частотою, що відповідає довжинам червоних хвиль. При отриманні піротехнічних складів зручно використовувати селітру, тому що вона не тільки забарвлює полум'я, але і є окислювачем, виділяючи кисень при нагріванні. Піротехнічні склади складаються з твердого окислювача, твердого відновлювача і деяких органічних речовин, знебарвлюючих полум'я відновника, і є зв'язуючою агентом. Нітрат кальцію використовується як добриво. 
Всі фосфати і гідрофосфату Е погано розчиняються у воді. Їх можна отримати розчиненням відповідної кількості СаО або СаСО 3 в ортофосфорної кілоте. Також вони осідають при обмінних реакціях типу: (3-х) Са 2 + + 2H x PO 4 - (3-х) = Са (3-х) (H x PO 4) 2 ¯. Практичне значення (як добриво) має однозаміщений ортофосфат кальцію, який поряд з Са (SO 4) входить до складу суперфосфату. Його отримують за схемою: 
Cа 3 (PO 4) 2 + 2H 2 SO 4 = Ca (H 2 PO 4) 2 + 2CaSO 4 
Оксалати теж мало розчиняються у воді. Практичне значення має оксалат кальцію, який при 200 °C зневоднюється, а при 430 °C розкладається за схемою: Сас 2 О 4 = СаСО 3 + СО. Ацетат Е виділяються у вигляді кристалогідратів, і добре розчиняються у воді. 
З Ульфат Е - білі, погано розчинні у воді речовини. Розчинність CaSO 4. 2Н 2 О на 1000 р. води при звичайній температурі становить 8. 10 −3 моль, SrSO 4 - 5. 10 −4 моль, BaSO 4 - 1. 10 −5 моль, RaSO 4 - 6. 10 −6 моль. У ряді Са - Ra розчинність сульфатів швидко зменшується. Ва 2 + є реактивом на сульфат-іон. Сульфат кальцію містить кристалізаційну воду. Вище 66 °C з розчину виділяється безводний сульфат кальцію, нижче - гіпс CaSO 4. 2Н 2 О. Нагрівання гіпсу вище 170 °C супроводжується виділенням гідратної води. При замішуванні гіпсу з водою ця маса швидко твердне внаслідок утворення кристал-логідрата. Це властивість гіпсу використовується в будівництві. Єгиптяни використовували це знання ще 2000 років тому. Розчинність ESO 4 в міцної сірчаної кислоти набагато вище, ніж у воді (BaSO 4 до 10%), що свідчить про комплексоутворенні. Відповідні комплекси ESO 4. Н 2 SO 4 можуть бути отримані у вільному стані. Подвійні солі з сульфатами лужних металів і амонію відомі тільки для Са і Sr. (NH 4) 2 [Ca (SO 4) 2] розчинний у воді і використовується в аналітичній хімії для відділення Са від Sr, тому що (NH 4) 2 [Sr (SO 4) 2] мало розчинний. Гіпс застосовують для комбінованого отримання сірчаної кислоти і цементу, тому що при нагріванні з відновником (вугіллям) гіпс розкладається: CaSO 4 + З = СаО + SO 2 + СО. При більш високій температурі (900 °C) сірка ще більше відновлюється за схемою: CaSO 4 + 3С = CAS + CO 2 + 2СО. Подібний розпад сульфатів Sr і Ва починається при більш високих температурах. BaSO 4 нетоксичний і використовується в медицині та виробництві мінеральних фарб. 
Сульфіди Е являють собою білі тверді речовини, що кристалізуються за типом NaCl. Теплоти їх утворення та енергії кристалічних ґраток рівні (ккал \ моль): 110 і 722 (Са), 108 і 687 (Sr), 106 і 656 (Ва). Можуть бути отримані синтезом з елементів при нагріванні або прожарюванням сульфатів з вугіллям: ESO 4 + 3С = ES + CO 2 + 2СО. Менш всіх розчинний CAS (0,2 г \ л). ES вступає в наступні реакції при нагріванні: 
ES + H 2 O = ЕO + H 2 S; ES + Г 2 = S + ЕГ 2; ES + 2O 2 = ESO 4; ES + xS = ES x +1 (x = 2,3). 
Сульфіди лужноземельних металів в нейтральному розчині без остачі гідроліз за схемою: 2ES + 2Н 2 О = Е (HS) 2 + Е (ОН) 2. Кислі сульфіди можуть бути отримані і у вільному стані випарюванням розчину сульфідів. Вони вступають в реакції з сіркою: 
Е (HS) 2 + XS = ES x +1 + H 2 S (x = 2,3,4). 
З кристалогідратів відомі ВА. 6H 2 O і Са (HS) 2. 6Н 2 О, Ва (HS) 2. 4Н 2 О. Са (HS) 2 застосовують для видалення волосся. ES схильні явищу фосфоресценції. Відомі полісульфіди Е: ES 2, ES 3, ES 4, ES 5. Вони виходять при кип'ятінні суспензії ES у воді з сіркою. На повітрі ES окислюються: 2ES + 3О 2 = 2ESO 3. Пропусканням повітря через суспензію CAS можна отримати тіосульфат Са за схемою: 2CaS + 2О 2 + Н 2 О = Са (ОН) 2 + CAS 2 О 3. Він добре розчинний у воді. У ряді Са - Sr - Ва розчинність тіосульфатів падає. Теллуріди Е мало розчиняються у воді і теж схильні до гідролізу, але в меншій мірі ніж сульфіди. 
Розчинність хроматів Е в ряду Са - Ва падає також різко, як і у випадку з сульфатами. Ці речовини жовтого кольору виходять при взаємодії розчинних солей Е з хромату (або дихроматом) лужних металів: Е 2 + + CrO 4 2 - = ECrO4 ¯. Хромат кальцію виділяється у вигляді кристалогідрату - CaCrO 4. 2H 2 O (РПР CaCrO 4 = 3,15). Ще до температури плавлення він втрачає воду. SrCrO 4 і BaCrO 4 кристалогідратів не утворюють. Рпр SrCrO 4 = 4,44, РПР BaCrO 4 = 9,93. 
Карбонати Е білі, погано розчинні у воді речовини. При нагріванні ЕСС 3 переходять в ЕО, отщепляя СО 2. У ряді Са - Ва термічна стійкість карбонатів зростає. Найбільш практично важливий з них карбонат кальцію (вапняк). Він безпосередньо використовується в будівництві, а також служить сировиною для отримання вапна та цементу. Щорічна світовий видобуток вапна з вапняку обчислюється десятками мільйонів тонн. Термічна дисоціація СаСО 3 ендотермічну: СаСО 3 = СаО + СО 2 і вимагає витрати 43 ккал на моль вапняку. Випал СаСО 3 проводять в шахтних печах. Побічним продуктом випалення є цінний вуглекислий газ. СаО важливий будівельний матеріал. При замішуванні з водою відбувається кристалізація за рахунок утворення гідроокису, а потім карбонату за схемами: 
СаО + Н 2 О = Са (ОН) 2 і Са (ОН) 2 + СО 2 = СаСО 3 + Н 2 О. 
Колосально важливу практичну роль відіграє цемент - зеленувато-сірий порошок, що складається із суміші різних силікатів і алюмінатів кальцію. Будучи замішаний з водою він твердне за рахунок гідратації. При його виробництві суміш СаСО 3 з глиною обпалюють до початку спікання (1400-1500 о С). Потім суміш перемелюють. Склад цементу можна висловити процентним співвідношенням компонентів СаО, SiO 2, Al 2 O 3, Fe 2 O 3, причому СаО представляє основу, а все інше - ангідриди кислот. Склад силікатного (портландського) цементу складається в основному з Са 3 SiO 5, Ca 2 SiO 4, Ca 3 (AlO 3) 2 і Ca (FeO 2) 2. Його схоплювання проходить за схемами: 
Са 3 SiO 5 + 3Н 2 О = Ca 2 SiO 4. 2Н 2 О + Са (ОН) 2 
Ca 2 SiO 4 + 2Н 2 О = Ca 2 SiO 4. 2Н 2 О 
Ca 3 (AlO 3) 2 + 6Н 2 О = Ca 3 (AlO 3) 2. 6Н 2 О 
Ca (FeO 2) 2 + nH 2 O = Ca (FeO 2) 2. NH 2 O. 
Природний крейда вводять до складу різних замазок. Дрібнокристалічний, обкладена з розчину СаСО 3 входить до складу зубних порошків. З ВАЛТ 3 прожарюванням з вугіллям отримують ВаО за схемою: ВАЛТ 3 + С = ВаО + 2СО. Якщо процес вести при більш високій температурі в струмі азоту утворюється ціанід барію: ВАЛТ 3 + 4С + N 2 = 3CO + Ba (CN) 2. Ва (CN) 2 добре розчинний у воді. Ва (CN) 2 може використаний для виробництва ціанідів інших металів шляхом обмінного розкладання з сульфатами. Гідрокарбонати Е розчиняються у воді і можуть бути отримані лише в розчині наприклад, пропусканням вуглекислого газу в суспензію СаСО 3 у воді: СО 2 + СаСО 3 + Н 2 О = Са (НСО 3) 2. Ця реакція оборотна й при нагріванні зміщується вліво. Наявність гідрокарбонатів кальцію і магнію в природних водах обумовлює жорсткість води. 

## Жорсткість води та способи її усунення
Розчинні солі кальцію і магнію обумовлюють загальну жорсткість води. Якщо вони присутні у воді в невеликих кількостях, то вода називається м'якою. При великому змісті цих солей (100 - 200 мг солей кальцію - в 1 л. В перерахунку на іони) вода вважається жорсткої. У такій воді мило погано піниться, так як солі кальцію і магнію утворюють з ним нерозчинні з'єднання. У жорсткій воді погано розварюються харчові продукти, і при кип'ятінні вона дає на стінках побутового начиння і парових котлів накип. Накип має малу теплопровідність, викликає збільшення витрати палива або споживаної потужності електроприладу і прискорює зношування стінок посудини для кип'ятіння води. При нагріванні кислі карбонати кальцію і магнію розкладаються і переходять у нерозчинні основні карбонати: Са (НСО 3) = Н 2 О + СО 2 + СаСО 3 ↓ Розчинність сульфату кальцію CaSO 4 при нагріванні також знижується, тому він входить до складу накипу. Жорсткість, викликана присутністю у воді кислих карбонатів кальцію і магнію, називається карбонатної або тимчасовою, оскільки вона може бути усунена. Крім карбонатної жорсткості, розрізняють ще некарбонатну жорсткість, яка залежить від вмісту у воді ECl 2 і ESO 4, де Е - Са, Mg. Ці солі не видаляються при кип'ятінні, і тому некарбонатну жорсткість називають також постійною жорсткістю. Карбонатна і некарбонатних жорсткість у сумі дають загальну твердість. Для повного її усунення воду іноді переганяють. Але це дорого. Для усунення карбонатної жорсткості воду можна прокип'ятити, але це теж дорого і утворюється накип. Жорсткість видаляють додаванням відповідної кількості Са (ОН) 2: Са (ОН) 2 + Са (НСО 3) 2 = СаСО 3 ↓ + 2Н 2 О. Загальну жорсткість усувають або додаванням Na 2 CO 3, або за допомогою так званих катіонітів. При використанні вуглекислого натрію розчинні солі кальцію і магнію теж переводять у нерозчинні карбонати: Са 2 + + Na 2 CO 3 = 2Na + + CaCO 3 ↓. Усунення жорсткості за допомогою катіонітів - процес більш досконалий. Катіоніти - високомолекулярні натріймісткі органічні сполуки, склад яких можна виразити формулою Na 2 R, де R - складний кислотний залишок. При фільтруванні води через шар катіоніту відбувається обмін катіонів Na + кристалічної решітки на катіони Са 2 + і Mg 2 + з розчину за схемою: Са 2 + + Na 2 R = 2Na + + CaR. Отже, іони Са з розчину переходять в катионит, а іони Na + переходять з катіоніту в розчин. Для відновлення використаного катіоніту його промивають концентрованим розчином кухонної солі. При цьому відбувається зворотний процес: іони Са 2 + в кристалічній решітці в катіоніту замінюються на іони Na + з розчину. Регенерований катіоніт знову застосовують для очищення води. Подібним чином працюють фільтри на основі пермутіту: 
Na 2 [Al 2 Si 2 O 8] + Ca 2 + = 2Na + + Ca [Al 2 Si 2 O 8]

## Застосування лужноземельних металів
Стронцій застосовують при виплавці бронз і міді - він пов'язує сірку, фосфор, вуглець і підвищує плинність шлаку. Таким чином, Sr сприяє очищенню металу від численних домішок. Крім того, добавка стронцію підвищує механічні характеристики міді (майже не знижуючи її електропровідності), чавуну, сталі. Летючі солі стронцію застосовуються в піротехніку. У електровакуумні трубки стронцій вводять, щоб поглинути залишки кисню та азоту - зробити вакуум більш глибоким. Багаторазово очищений стронцій використовують як відновника при отриманні U. Стронцій застосовують в радіоелектроніці для виготовлення фотоелементів. Також він використовується в скловарінні для отримання спеціальних оптичних стекол, які володіють великою хімічною стійкістю і великим показником заломлення. З'єднання стронцію входять до складу емалей, глазурей і кераміки. Їх широко використовують у хімічній промисловості як наповнювачі гуми, стабілізаторів пластмас, а також для очищення каустичної соди від заліза та марганцю, як каталізатори в органічному синтезі і під час крекінгу нафти.
Барій в основному знаходить застосування у зв'язаному стані. BaSO 4 добре поглинає рентгенівське випромінювання, тому його використовують при рентгенодіагностиці. Баритові білила використовують як білої фарби. ВАЛТ 3 входить до складу суміші для цементації сталі. Сплави Pb-Ba використовують в поліграфії, слави Ва-Ni - для виготовлення електродів запальних свічок двигунів і в радіолампах. BaTiO 3 один з найважливіших сегнетоелектриків. Алюмінат барію використовують для виготовлення діелектриків і постійних магнітів. Барій вводять в антифрикційні сплави. ВаО 2 використовується як відбілювач тканин, служить для отримання перекису водню і входить до складу запальних сумішей, як окислювач. Ва (NO 3) 2 знаходить застосування в піротехніці. Пофарбований солі барію є пігментами: BaCrO 4 - жовтий, BaMnO 4 - зелений. BaF 2 застосовують для виготовлення емалей і оптичних стекол. [BaPt (CN) 6] використовують для покриття деяких фосфоресцентних екранів. 
Останнім часом застосування радію істотно скоротилося тому широко використовуються радіоактивні ізотопи. Він зберіг своє призначення як джерело радону для радонових ванн. У невеликих кількостях у суміші з Ве радій використовують для приготування нейтронних джерел, а в суміші з ZnS - при виробництві люмінофорів. Іноді радій застосовують для дефектоскопії лиття зварних швів, а також для зняття електростатичних зарядів. 
У вигляді чистого металу кальцій застосовують як відновник U, Th, Cr, V, Zr, Cs, Rb, Na, K, Ti та деяких рідкісноземельних металів та їх сполук. Його використовують також для розкислення сталей, бронз та інших сплавів, очищення свинцю і олова від вісмуту і сурми. Також використовують для видалення сірки з нафтопродуктів і зневоднення органічних рідин; для очищення аргону від домішок азоту і як поглинач газів в електровакуумних приладах. Велике застосування в техніці отримали антифрикційні матеріали системи Pb - Na - Ca. Добавка 0,05% кальцію до свинцю різко покращує механічні характеристики останнього. Сплави Pb - Ca, служать для виготовлення оболонок електричних кабелів. Сплав Si - Ca (силікокальцій) застосовується як розкислювач і дегазатор у виробництві якісних сталей. Сплав кальцію (до 70%) з цинком застосовується для виготовлення пінобетону. Широке застосування в скляної промисловості знайшов оксид кальцію. Також він застосовується для футеровки печей і отримання гашеного вапна. Гідросульфіт кальцію застосовують у виробництві штучного волокна і для очищення кам'яновугільного газу. CaOCl 2 є гарним окислювачем, і застосовується як відбілювач, а також як дезінфікувальний засіб. Перекис кальцію використовується в готуванні косметичних препаратів та зубної пасти. Отруйні сполуки кальцію з миш'яком використовують для знищення шкідників. Фосфати кальцію застосовуються як добрива. Кальцій - один із біогенних елементів, необхідних для нормального протікання життєвих процесів. Він присутній у багатьох тканинах багатьох тварин і рослин. Широко його використання в медицині. 

## Властивості
Карбонат кальцію у вигляді вапняку і крейди іноді утворює цілі гірські хребти. Значно рідше зустрічається кристалізована форма СаСО3 – мармур. Для сірчанокислого кальцію найбільш типово знаходження у вигляді гіпсу (CaSO4 • 2H2 O), родовища якого нерідко мають величезної потужністю. Крім перерахованих вище, важливим мінералом кальцію є флюорит (CaF2).
Для стронцію і барію сірчанокислі мінерали більш поширені, ніж вуглекислі. Радій в природі пов’язаний з урановими рудами (причому на 1000 кг урану руда містить лише 0,3 г радію).
Промислове застосування знаходять майже виключно з’єднання розглянутих елементів, характерні властивості яких і визначають області їх використання. Хімія радію і його сполук вивчена ще дуже неповно. Загалом, за хімічними властивостями він схожий на барій.
У вільному стані елементи підгрупи кальцію можуть бути отримані електролізом їх розплавлених солей. Вони являють собою сріблясто-білі метали. Кальцій досить твердий, стронцій і особливо барій значно м’якше. Деякі константи лужноземельних металів зіставлені в наведеній таблиці. Леткі сполуки лужноземельних металів забарвлюють полум’я в характерні кольори: Са – в оранжево-червоний, Sr (і Ra)-в карміново-червоний, Ва – в жовтувато-зелений. Цим користуються при хімічних аналізах для відкриття розглянутих елементів.
На повітрі кальцій і його аналоги негайно покриваються жовтуватою плівкою, в якій поряд з нормальними оксидами (ЕО) частково утримуються також перекису (ЕО2) і нітриди (Е3 N2). У ряді напруг лужноземельні метали розташовуються лівіше магнію і тому легко витісняють водень не лише з розбавлених кислот, а й з води. При переході від Са до Ra енергійність взаємодії посилюється. У всіх своїх сполуках представлені елементи Двовалентне.
З металоїдами лужноземельні метали з’єднуються дуже енергійно і з значним виділенням тепла, як це видно з рис. 178. Особливо цікаві гідриди ЕН2, що утворюються при нагріванні кальцію і його аналогів з струмі сухого водню.
Сполуки ці мають типовий іонний характер, причому аніоном є негативно заряджений водень (Н-). Водою вони енергійно розкладаються за схемою:
ЕН2 + 2НОН = 2Н2 + Е (ОН) 2
З таким хімічно інертним у вільному стані елементом, як азот, лужноземельні метали з’єднуються вже при порівняно слабкому нагріванні. При прожарюванні вони з’єднуються також з вуглецем, утворюючи карбіди типу ЕС2.
Окису кальцію і його аналогів (ЕО) являють собою білі тугоплавкі речовини, енергійно приєднують воду з утворенням білих гидроокисей [Е (ОН) 2]. Останні є сильними основами, досить добре розчинними у воді. По ряду Са-Sr-Ва основний характер гидроокисей посилюється. Для других констант дисоціації Mg (OH) 2, Ca (OH) 2 і Ва (ОН) 2 були отримані значення, рівні відповідно 0,003, 0,03 і 0,23.
Окис кальцію (негашене вапно, або «кипелка») і продукт її взаємодії з водою-Са (ОН) 2 (гашене вапно, або «пушонка») знаходять широке застосування в будівельній справі. З хімічного боку «гасіння» вапна полягає в приєднанні до СаО води з виділенням тепла за схемою:
СаО + Н2 О = Са (ОН) 2 + 16 ккал
Гідроокис кальцію є найбільш дешевим і тому найчастіше використовуваним в техніці сильною основою. Розчин Ва (ОН) 2 («баритова вода») застосовується для відкриття СО2.
Поряд з нормальними оксидами для елементів підгрупи Са відомі білі перекису типу ЕО2. Практичне значення з них має тільки перекис б а р і я. (ВаО2), застосовувана, зокрема, як вихідний продукт для отримання перекису водню. Останнє ґрунтується на оборотності реакції:
Ва (ОН) 2 + Н2 О2 = ВАО2 + 2Н2 Про
Оскільки сама Н2 О2 є кислотою дуже слабкою, рівновагу цієї реакції практично повністю зміщується вліво під дією навіть таких кислот, як вугільна [внаслідок нейтралізації Ва (ОН) 2].
Технічно ВАО2 отримують нагріванням ВаО в струмені повітря до 600 °С При цьому відбувається приєднання кисню по реакції:
2ВаО + О2 = 2ВаО2
Подальше нагрівання вище 800 °С веде, навпаки, до розпаду ВАО2 на окис барію і кисень. Тому спалювання металевого барію супроводжується утворенням тільки його окису.
При взаємодії з кислотами оксиди і гідроокису лужноземельних металів легко утворюють відповідні солі. Останні, як правило, безбарвні. З похідних звичайних мінеральних кислот солі з аніонами Cl-, Br-, J-і NO3 – добре розчиняються; навпаки, з аніонами F-, SO4 2 -, CO3 2-й PO4 3 — малорозчинні у воді.

## Кальцій

### Поширення в природі
Кальцій хімічно активний, тому зустрічається в природі тільки у вигляді сполук. За вмістом у земній корі він посідає п’яте місце. Найбільш поширеною  сполукою  є мінерал кальцит СаСО3 (головна складова частина вапняку, мармуру, крейди та прозора різновидність  кальциту – ісландський шпат). Кальцій карбонат входить до складу мінералу доломіту – СаСО3•MgCO3, плавикового шпату CaF2, норвезької селітри Са(NO3)2, входить до складу алюмосилікатів. Часто зустрічаються поклади кальцій сульфату у вигляді мінералу гіпсу – CaSO4•2H2O. Кальцій у вигляді фосфату Са3(РО4)2 входить до складу  фосфориту й апатиту. Йони Кальцію містяться у природних водах і ґрунті, в організмі тварин: в кістках (близько 80% кальцій фосфату), черепашках молюсків, яєчній шкарлупі.
Магній  входить до складу силікатів, азбесту, тальку, доломіту, карналіту.

### Фізичні властивості
Кальцій твердий, легкий, ковкий, легкоплавкий метал. Сполуки кальцію забарвлюють полум’я у цегляно-червоний колір. Як і лужні метали, його зберігають під шаром гасу.

### Хімічні властивості кальцію
Кальцій є активним металом.
1) Взаємодія з неметалами: за звичайних умов кальцій легко вступає в реакцію з киснем повітря та галогенами, наприклад: Ca + Cl2 = CaCl2.
Під час нагрівання кальцій реагує з азотом, сіркою, вуглецем, фосфором і воднем, утворюючи солі – йонні кристалічні сполуки:
При нагріванні на повітрі кальцій згоряє, утворюючи кальцій оксид: 2Ca + O2 = 2CaO.
2) Взаємодіє з холодною водою повільно, а з гарячою – дуже енергійно з утворенням гідроксиду і водню: Ca + 2H2О = Ca(ОН)2 + H2.
Фенолфталеїн у добутому розчині набуває малинового забарвлення.
3) Кальцій активно реагує з кислотами: Ca + 2HCl = CaCl2 + H2.
4) Кальцій може відбирати оксиген від оксидів та галоген від галогенідів менш активних металів, тобто має відновні властивості:
2Ca + TiO2 = 2CaO + Ti 
2Ca + TiCI4 = 2CaCl2 + Ti

### Добування кальцію
У промисловості кальцій добувають електролізом розплаву суміші кальцій хлориду CaCl2 і кальцій флуориду CaF2 у відношенні  3 : 1. Останній додають для зниження температури плавлення суміші.

### Застосування
Завдяки великій хімічній активності металічний кальцій застосовують для відновлення деяких тугоплавких металів (титан, цирконій) з їхніх оксидів. Його використовують для очищення чавуну і сталі від домішок, для добування деяких сплавів (свинцево-кальцієвих), для виготовлення підшипників та оболонок кабелів.

### Сполуки кальцію
Кальцій оксид CaO (технічні назви: негашене вапно, кипілка, палене вапно) – тугоплавка речовина білого кольору, температура плавлення 2570ºС,  з яскраво вираженими основними властивостями.
Добувають кальцій оксид окисненням кальцію: 2Ca + O2 = 2CaO; а в промисловості випалюванням вапняку при температурі 1000-1100ºС: CaCO3  CaO + CO2.

### Хімічні властивості
Як усі основні оксиди взаємодіє з кислотами та кислотними оксидами з утворенням солей.
CaO + 2HCl = CaCl2 + H2O
CaO + SO3 = CaSO4.
Оксид кальцію, зв’язуючи вуглекислий газ, перетворюється в карбонати: CaO + CO2 = CaCO3.
Взаємодію кальцій оксиду з водою, називають гашенням вапна,  яке відбувається з виділенням великої кількості теплоти. Частина води при цьому перетворюється в пару, а шматочки оксиду розсипаються в крихку масу кальцій гідроксиду, який називають гашеним вапном: CaO + H2O = Ca(OH)2.
Кальцій оксид застосовують переважно для гасіння вапна. Його застосовують у промисловості як в’яжучий матеріал.
Кальцій гідроксид Ca(OH)2 – (гашене вапно) тверда речовина білого кольору погано розчинна у воді, у подрібненому стані його називають пушонкою.
Розчин (завись) вапна у воді називають вапняним молоком. Його застосовують для біління приміщень, вапнування дерев, у виробництві цукру. Безбарвний прозорий розчин Ca(OH)2  називають вапняною водою. Суміш гашеного вапна, піску і води називається вапняним розчином. Кальцій гідроксид має лужні властивості. Він взаємодіє з кислотами, кислотними оксидами та солями малоактивних металів.
Під час пропускання вуглекислого газу через вапняну воду, прозорий розчин мутніє, тому що утворюється нерозчинний у воді кальцій карбонат CaCO3. Ca(OH)2 + CO2 = CaCO3 + H2O. Це якісна реакція на йони кальцію.
У разі тривалого пропускання вуглекислого газу каламуть зникає, тому що кальцій карбонат перетворюється на розчинний у воді кальцій гідрогенкарбонат Ca(HCO3)2.
Ця реакція оборотна. Під час нагрівання розчин кальцій гідрогенкарбонату мутніє, оскільки утворюється нерозчинний кальцій карбонат і виділяється вуглекислий газ.
Ці реакції відіграють важливу роль у природі. Дощова вода розчиняє вуглекислий газ і, просочуючись крізь ґрунт, взаємодіє з вапняком, розчиняючи його у вигляді гідрокарбонату. Особливо ця реакція відбувається в товщах вапнякових порід. Коли така вода виходить на поверхню і випаровується, залишається кальцій карбонат. У результаті кругообігу солей кальцію утворюються карстові печери, виникнення у них сталактитів і сталагмітів.

### Застосування сполук
Кальцій, необхідний всім живим організмам: забезпечує ріст скелета, він прискорює роботу серцевого м’язу, необхідний  для утворення цитоплазматичних мембран, впливає на в’язкість цитоплазми. Кров з пониженим вмістом Са2+ не згортається на повітрі, тому при найменшій подряпині це може призвести до втрати крові. Без Кальцію в ґрунтовому розчині не можуть нормально розвиватися корені, вони ослизнюються. При нестачі Кальцію в рослинах верхні пагони біліють, а потім з’являються жовтуваті плями. У кісточкових плодових дерев при цьому на корі виникають тріщини, з яких витікає клей, і значно погіршується або зовсім припиняється плодоношення. Ca(NO3)2 використовують як цінне нітратне добриво.
Гашене вапно в складі вапняного розчину, широко використовують в будівництві для скріплення цегли і штукатурки. З часом, вбираючи з повітря вуглекислий газ, суміш «тужавіє» внаслідок утворення кальцій карбонату, і стає настільки міцною, що коли ламаються старі будинки, тріщини проходять по цеглинах, а не по прошарках, що їх зв’язують.
З численних солей кальцію найпоширеніші в природі і найбільше практичне значення мають карбонати.
Крейда – для виробництва  ґуми, фарби, зубного порошку.
CaCO3 – у будівництві, металургії, виробництві цементу, вапнуванні ґрунтів, видалення пустої породи  при виробництві сталі і чавуну.
CaSO4•2H2O –  у медицині.
CaSO4•H2O – у будівництві, виготовленні статуеток, поліпшенні структури ґрунтів.
Ca(OH)2 – в суміші з CuSO4 – бордоська рідина проти шкідників сільського господарства.

## Галерея

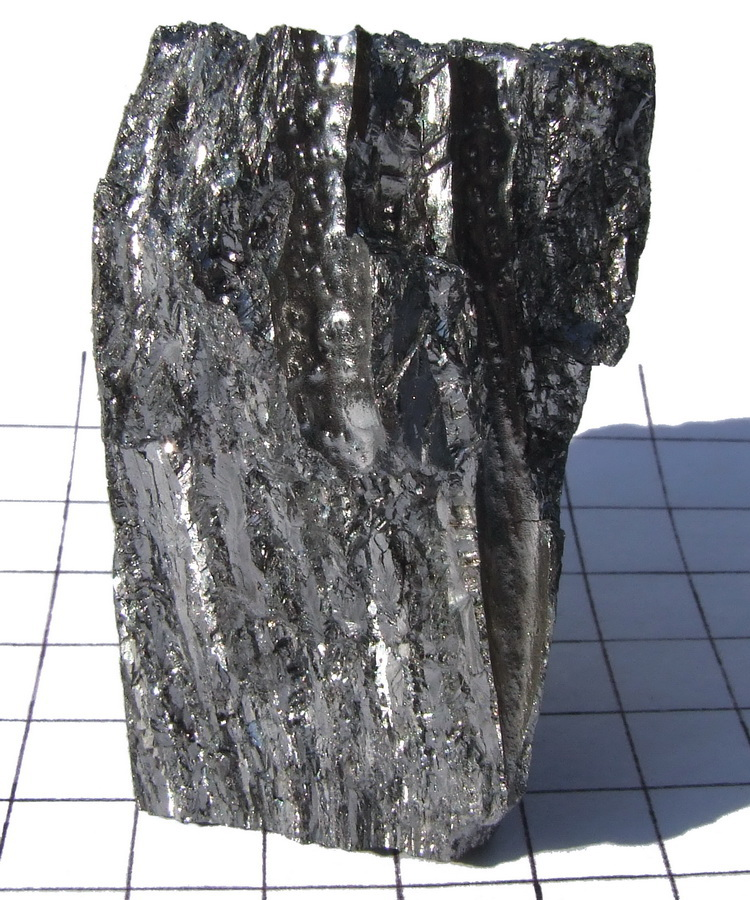
Берилій
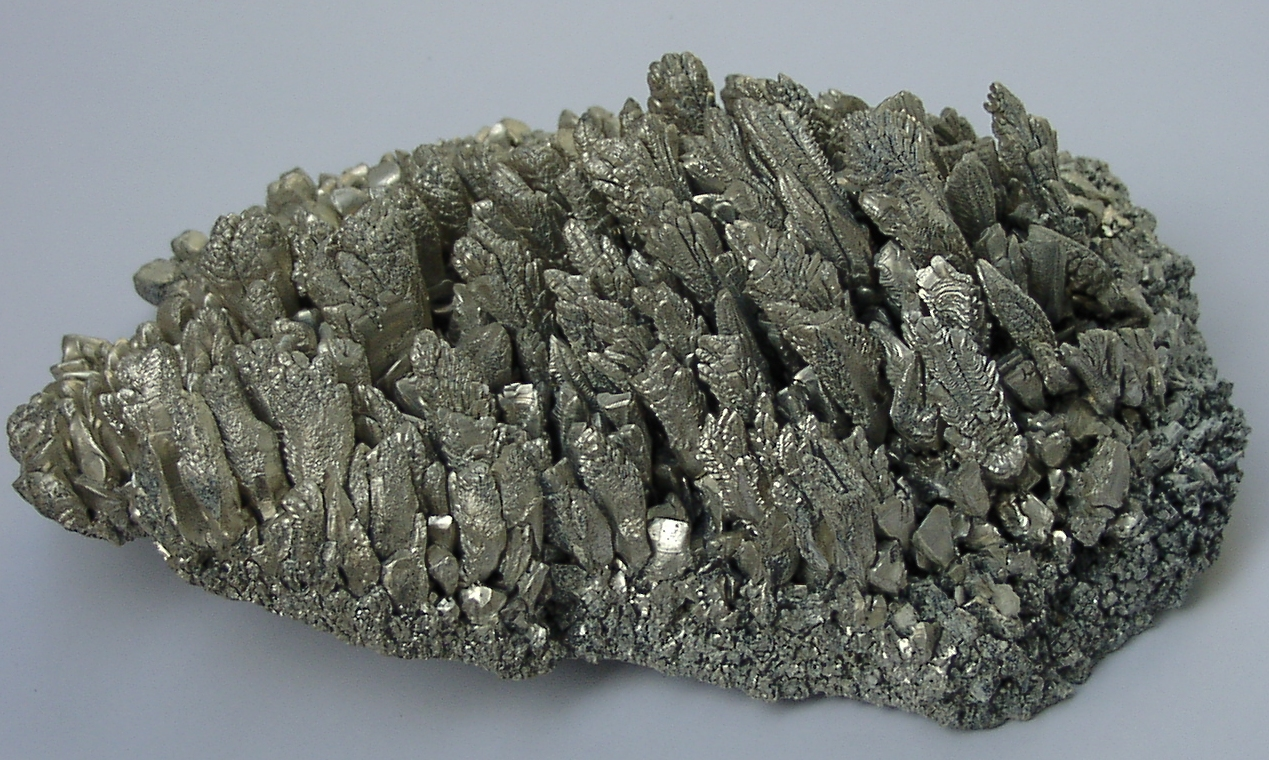
Шматок кристалічного магнію на заводі у Китаї
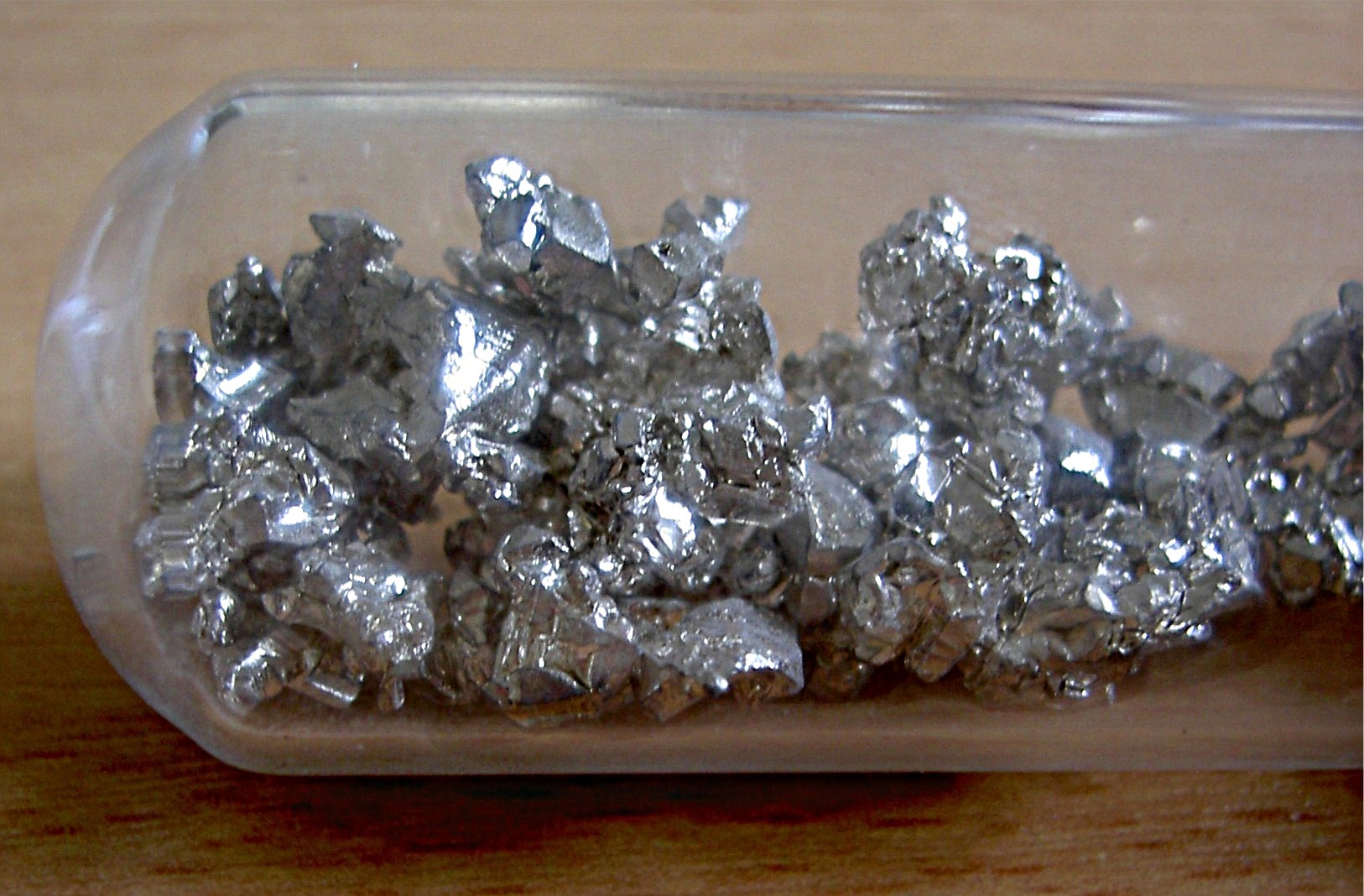
Чистий Кальцій у ампулі, заповненій аргоном для захисту від окиснення
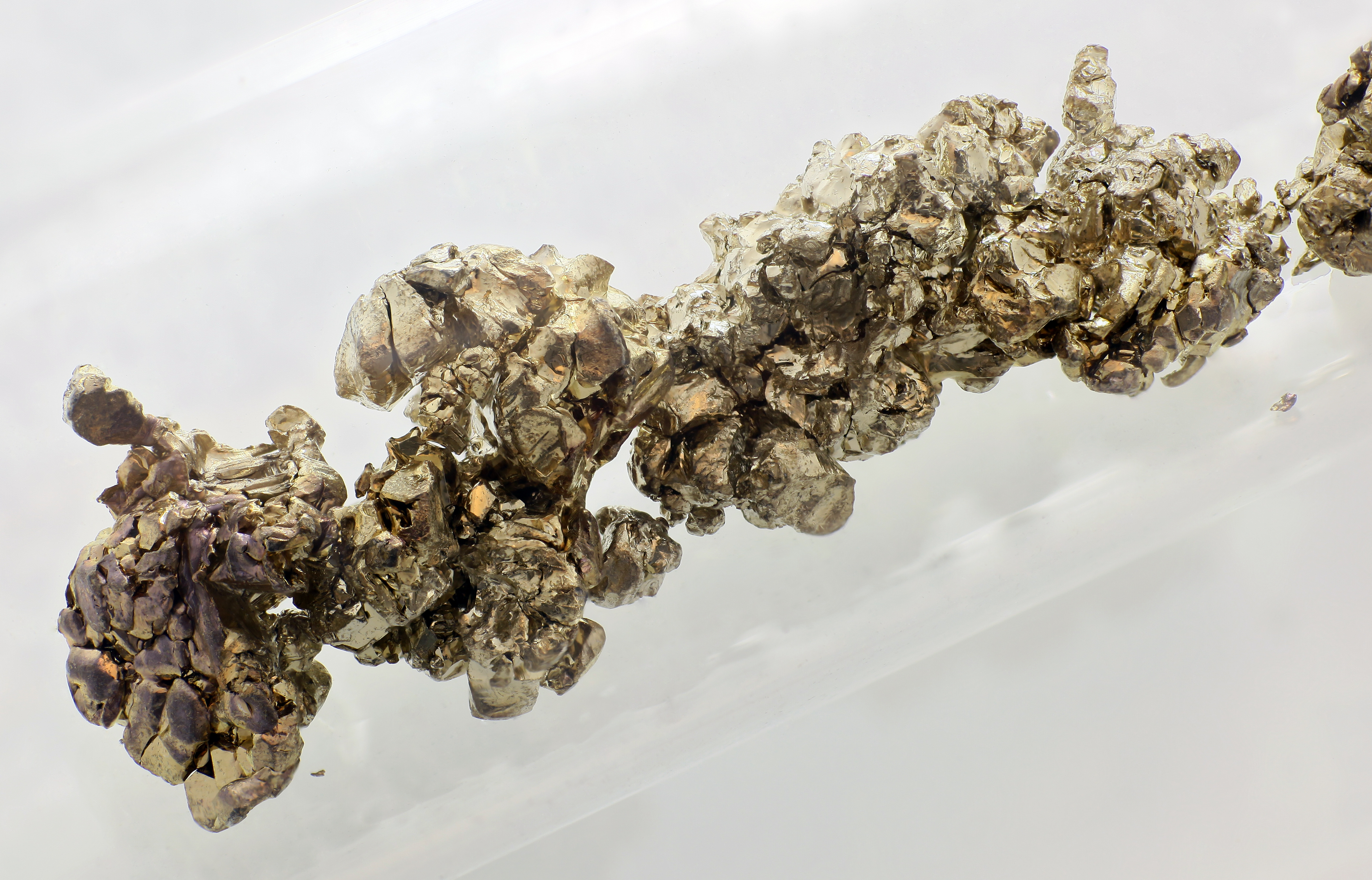
Стронцій
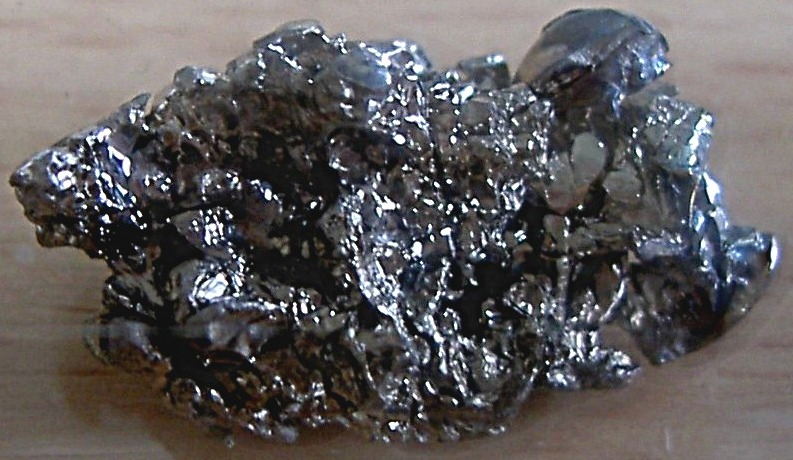
Барій
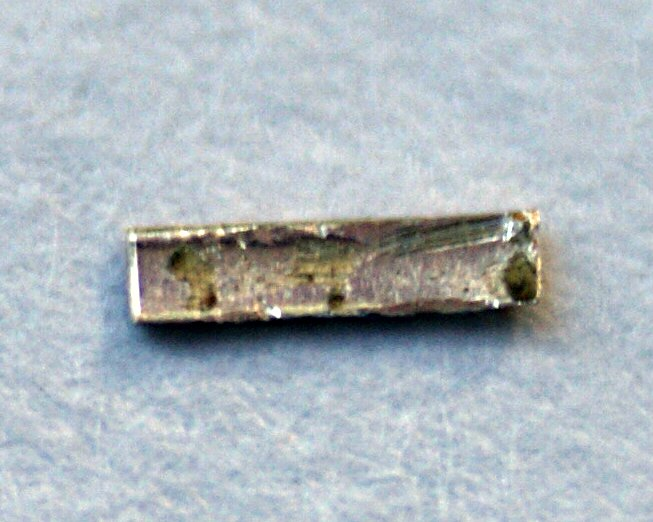
Радій